# Powiat chojnicki

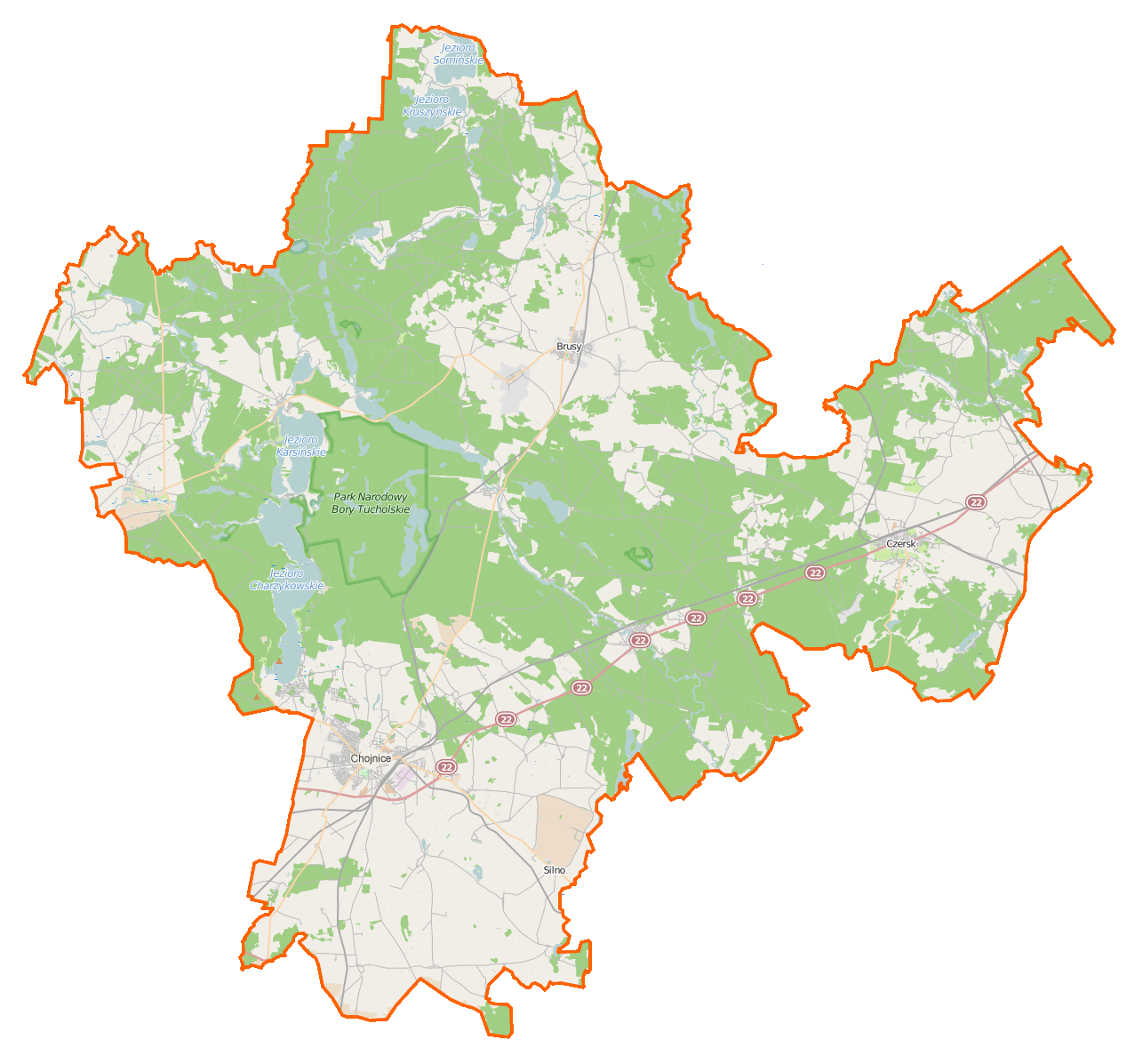
Mapa powiatu

Powiat chojnicki (kaszub. Chònicczi kréz) – powiat w Polsce (województwo pomorskie), utworzony w 1999 w ramach reformy administracyjnej. Jego siedzibą jest miasto Chojnice.
W skład powiatu wchodzą:
- gminy miejskie: Chojnice
- gminy miejsko-wiejskie: Brusy, Czersk
- gminy wiejskie: Chojnice, Konarzyny
- miasta: Chojnice, Brusy, Czersk

Powiat chojnicki znajduje się na terenie trzech mezoregionów: Borów Tucholskich, Pojezierza Krajeńskiego oraz Równiny Charzykowskiej. Powoduje to zróżnicowanie warunków naturalnych na terenie powiatu.
Powiat powstał w 1772, jednakże wcześniej Chojnice były ważnym ośrodkiem administracyjno-gospodarczym na terenie powiatów człuchowskiego i tucholskiego. Do 1975 powiat należał do województwa bydgoskiego, a od 1999 do województwa pomorskiego ze stolicą w Gdańsku.
Rolnictwo ma małe znaczenie w gospodarce powiatu. W Chojnicach oraz Czersku rozwinięty jest przemysł. Głównymi gałęziami przemysłu są: drzewny, rolno-spożywczy, metalowy oraz maszynowy. Coraz większe znaczenie mają usługi, głównie handel i turystyka.
Według danych z 31 grudnia 2019 powiat zamieszkiwało 97 645 osób. Natomiast według danych z 30 czerwca 2020 powiat zamieszkiwało 97 677 osób.

## Położenie

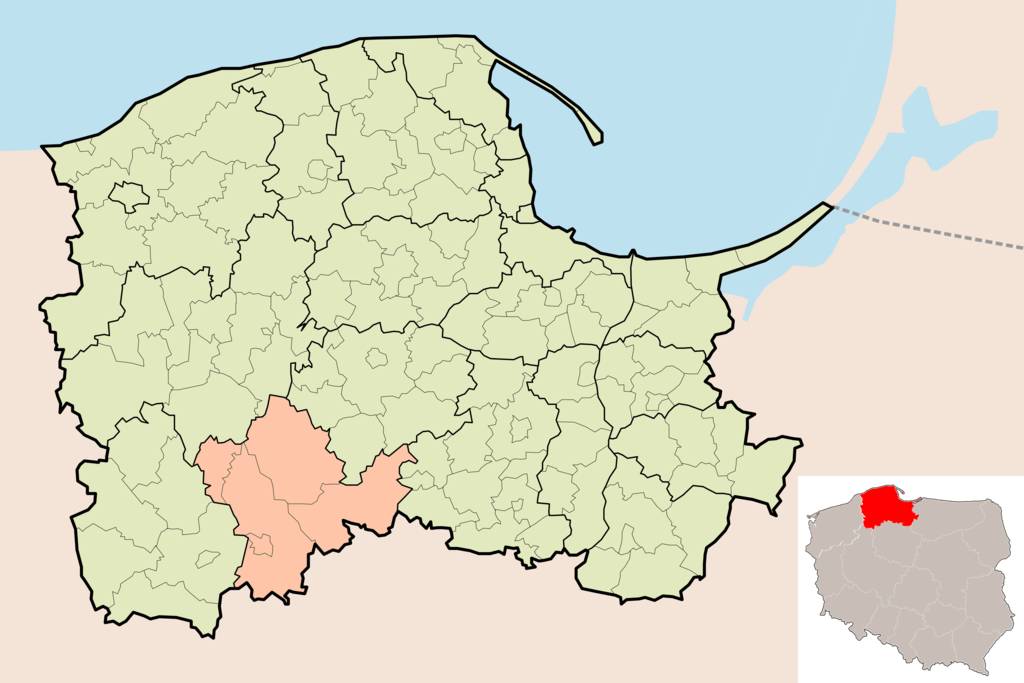
Położenie powiatu na tle województwa pomorskiego

Powiat chojnicki znajduje się w południowo-zachodniej części województwa pomorskiego. Graniczy z powiatami: bytowskim, człuchowskim, kościerskim i starogardzkim leżącymi w województwie pomorskim oraz sępoleńskim i tucholskim w województwie kujawsko-pomorskim.
W podziale fizycznogeograficznym Kondrackiego obszar powiatu znajduje się na terenie trzech mezoregionów: Bory Tucholskie, Pojezierze Krajeńskie oraz Równina Charzykowska.
Stolica powiatu, miasto Chojnice, znajduje się w pobliżu zachodniej granicy powiatu.

## Środowisko naturalne

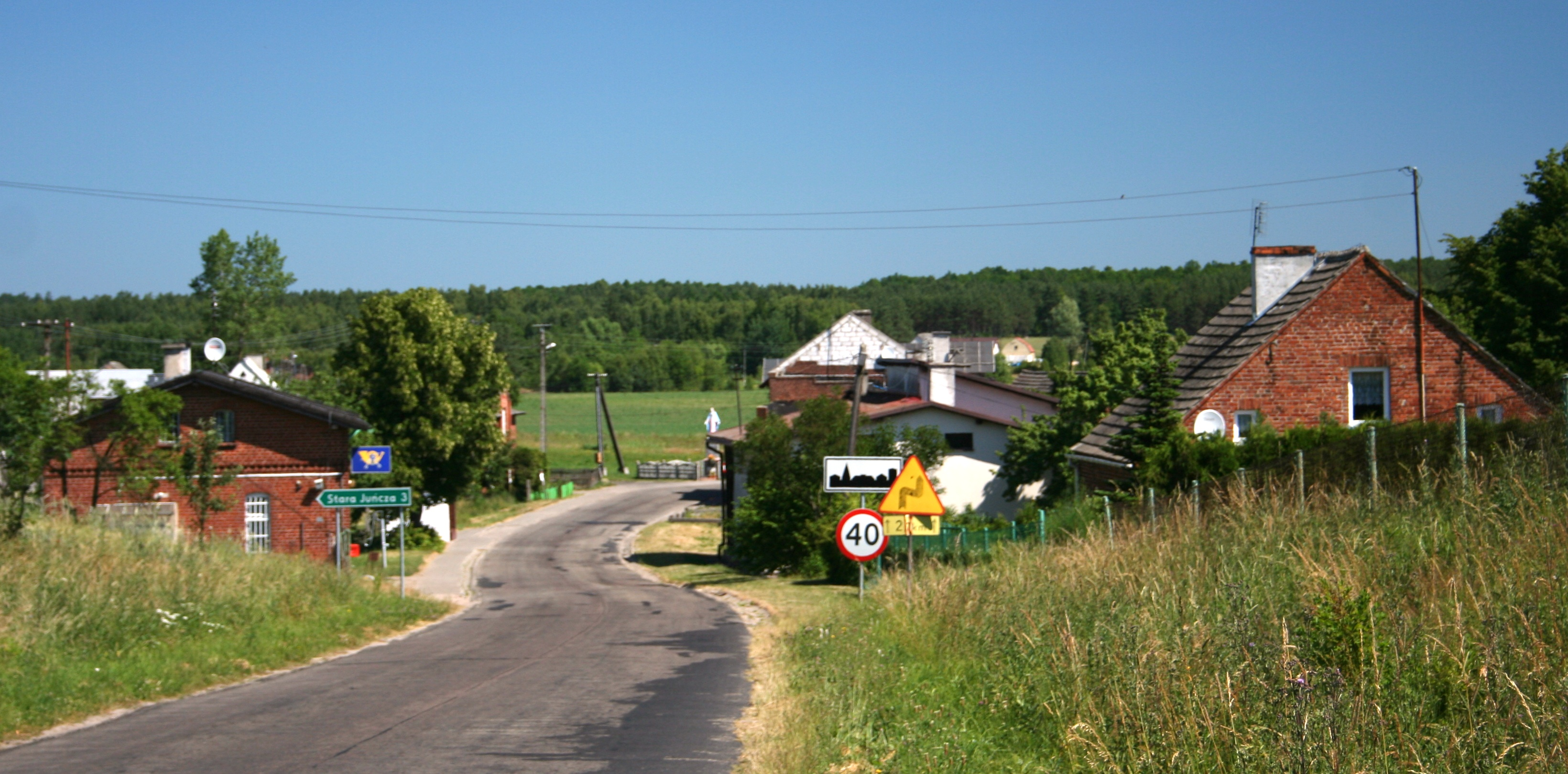
Ukształtowanie powierzchni w okolicach Gotelpia (Bory Tucholskie)

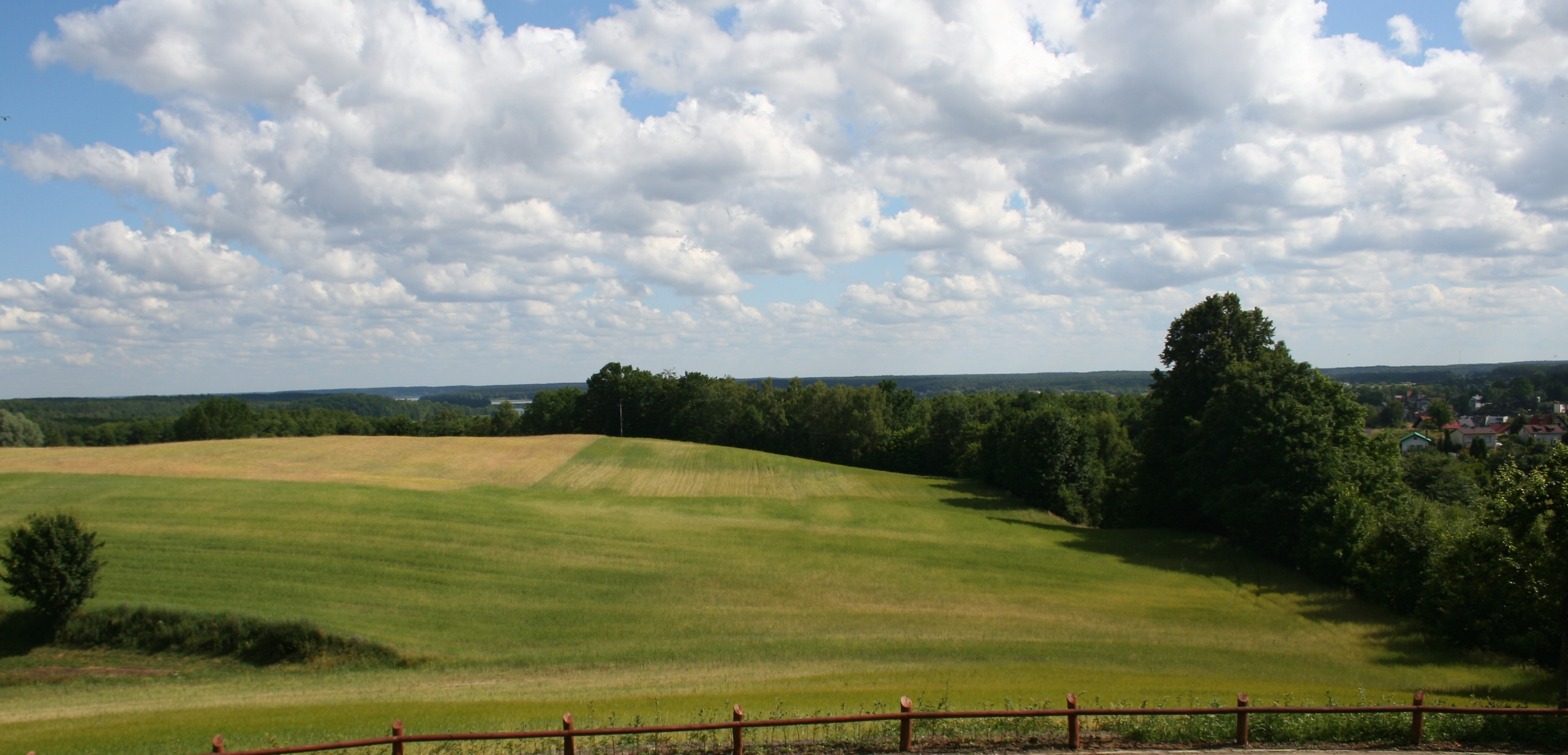
Ukształtowanie powierzchni w okolicy Charzykowych (Równina Charzykowska)

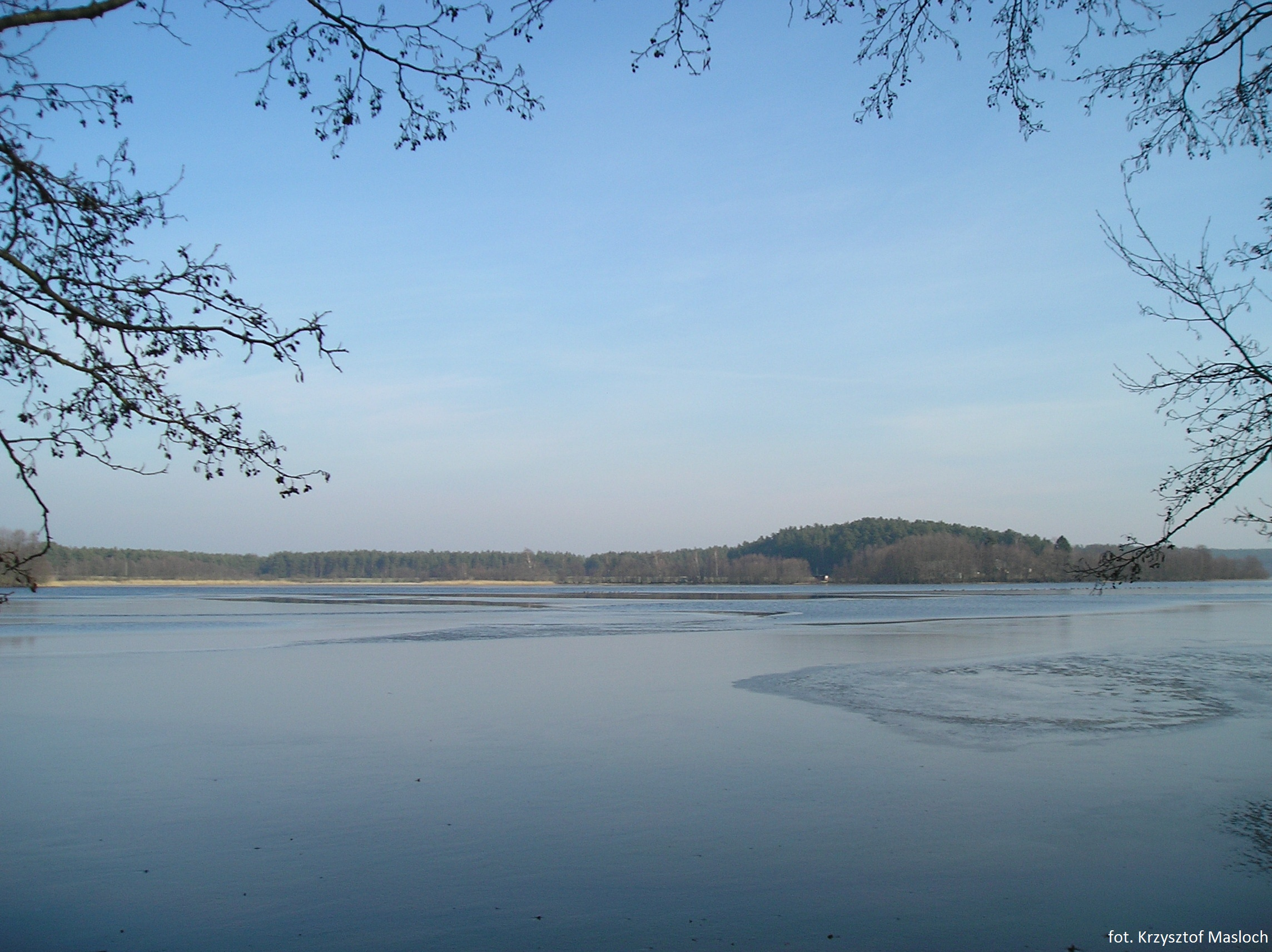
Jezioro Parszczenica

Logo Parku Narodowego „Bory Tucholskie”

### Geologia
Geologia powiatu chojnickiego jest zróżnicowana. W osadach czwartorzędowych na tym terenie znajdują się pokłady piasków, piaskowców, wapieni, dolomitów, margli i iłów. Warstwa trzeciorzędowa jest bardziej jednorodna. Dominują w niej piaski kwarcowe z węglem brunatnym.
W holocenie powstały namuły rzeczne oraz kreda jeziorna.

### Geomorfologia
Rzeźba terenu jest urozmaicona, typowa dla Pojezierza Południowopomorskiego. Obszar powiatu znajduje się na terenie trzech mezoregionów: Bory Tucholskie, Pojezierze Krajeńskie oraz Równina Charzykowska, co ma duże znaczenie przy zmianach w ukształtowaniu terenu.
Dominantą jest rzeźba glacjalna i postglacjalna, ukształtowana przez lądolód w zlodowaceniu północnopolskim oraz jego ablacje. Dominującą formą geomorfologiczną jest równina sandrowa, poprzecinana rynnami i dolinami. W południowej części powiatu znajdują się wysoczyzny morenowe faliste z lokalnie występującymi pagórkami i wzgórzami morenowymi. W bezpośrednim sąsiedztwie Chojnic znajduje się rzeźba wykazująca czoło lądolodu.

### Klimat
Na terenie powiatu działa jedna stacja meteorologiczna pierwszego rzędu. Stacja ta znajduje się przy ulicy Meteorologicznej w północno-zachodniej części Chojnic.

### Hydrologia
Sieć hydrologiczna jest bogata. Największą rzeką jest Brda. Drugą co do wielkości jest Wda, która jednak płynie na niewielkim fragmencie powiatu. Wszystkie cieki należą do zlewni Wisły. Dominującym kierunkiem spływu jest z północnego zachodu na południowy wschód. Głównym źródłem zasilania cieków są wody roztopowe. Większość rzek ma stosunkowy duży spadek jak na rzeki pomorskie.
Wśród jezior dominują jeziora rynnowe, często przepływowe. Jeziora te przypominają doliny rzeczne.
Sieć hydrologiczną uzupełniają kanały i rowy melioracyjne.

### Gleby
Na terenie powiatu występują: gleby bielicowe, czarne ziemie oraz gleby bagienne. Gleby bielicowe są dominującym typem występującym szczególnie w północnej i środkowej części powiatu. Czarne ziemie występują wyspowo w okolicy Czerska oraz Chojnic. Spora część gleb bielicowych jest za słaba na potrzeby rolnictwa, stąd są zalesione.

### Fauna i flora

#### Ochrona przyrody
Na terenie powiatu znajdują się Zaborski Park Krajobrazowy oraz część Tucholskiego Parku Krajobrazowego oraz liczne rezerwaty przyrody, zwłaszcza w gminach Brusy i Chojnice.

## Historia
Chojnice mimo że już na przełomie XIII i XIV wieku były miastem, to nie odgrywały roli lokalnego ośrodka administracyjnego. W 1323 były stolicą gminy miejskiej w ramach komturstwa człuchowskiego. Wschodnia część obecnego powiatu znajdowała się w granicach komturstwa tucholskiego. W 1454 tereny powiatu chojnickiego znalazły się w powiatach człuchowskim i tucholskim, granice tych powiatów pokrywały się z granicami komturstw. W XVI wieku Chojnice nie były oficjalnie stolicą powiatu, lecz jednak był to największy ośrodek miejski na terenie powiatów człuchowskiego i tucholskiego oraz centrum życia gospodarczego regionu. Z czasem starostowie człuchowscy coraz częściej rezydowali w Chojnicach. W 1617 oficjalnie została przeniesiona z Człuchowa do Chojnic siedziba dekanatu. W XVIII wieku sąd odbywał się na terenie Chojnic, a nie Człuchowa.
21 września 1772 w wyniku I rozbioru teren powiatu wszedł w skład państwa pruskiego. Prusacy utworzyli tego samego dnia powiat chojnicki. Powiat ten należał do rejencji kwidzyńskiej. Do powiatu należało między innymi byłe miasto powiatowe – Tuchola. Nastąpił wówczas znaczny rozwój Chojnic. W mieście lokowano instytucje powiatowe oraz ponadpowiatowe, obejmujące swoim zasięgiem okoliczne powiaty. Nawet po wydzieleniu powiatu tucholskiego w Chojnicach znajdował się między innymi sąd obejmujący swoim działaniem powiat tucholski. Szczytowy okres dynamiki rozwoju Chojnic i powiatu nastąpił wkrótce po budowie stacji kolejowej w mieście.
1 sierpnia 1919 utworzono województwo pomorskie, ze stolicą w Toruniu. W powiecie chojnickim utworzono 1 miasto oraz 88 gmin wiejskich. Liczba gmin oraz ich granice ulegały częstym zmianom. 23 marca 1933 liczba oraz granice gmin uległy stabilizacji.
W 1945 powiat chojnicki stał się częścią województwa pomorskiego ze stolicą w Bydgoszczy. W 1950 województwo zmieniło nazwę na bydgoskie. W latach 50. miejscy radni próbowali przeforsować projekt wydzielenia Chojnic z powiatu i ustanowienia ich miastem na prawach powiatu (powiatem grodzkim). Ze względu na brak wymaganych 50 tysięcy mieszkańców projekt upadł. W 1975 powiat został zlikwidowany, a jego gminy zostały podzielone pomiędzy województwa: bydgoskie (większość powiatu łącznie ze stolicą), gdańskie (gmina Karsin) oraz słupskie (gminy Konarzyny i Lipnica). Początkowo jednak zabiegano o to, żeby Chojnice stały się miastem wojewódzkim.
W 1999 w wyniku reformy administracyjnej przywrócono powiaty. W powiecie znalazły się gminy z podziału sprzed 1975, z wyjątkiem gmin Karsin i Lipnica. W wyniku lobbowania miejscowych radnych oraz Zrzeszenia Kaszubsko-Pomorskiego powiat chojnicki stał się częścią województwa pomorskiego ze stolicą w Gdańsku.

## Gospodarka

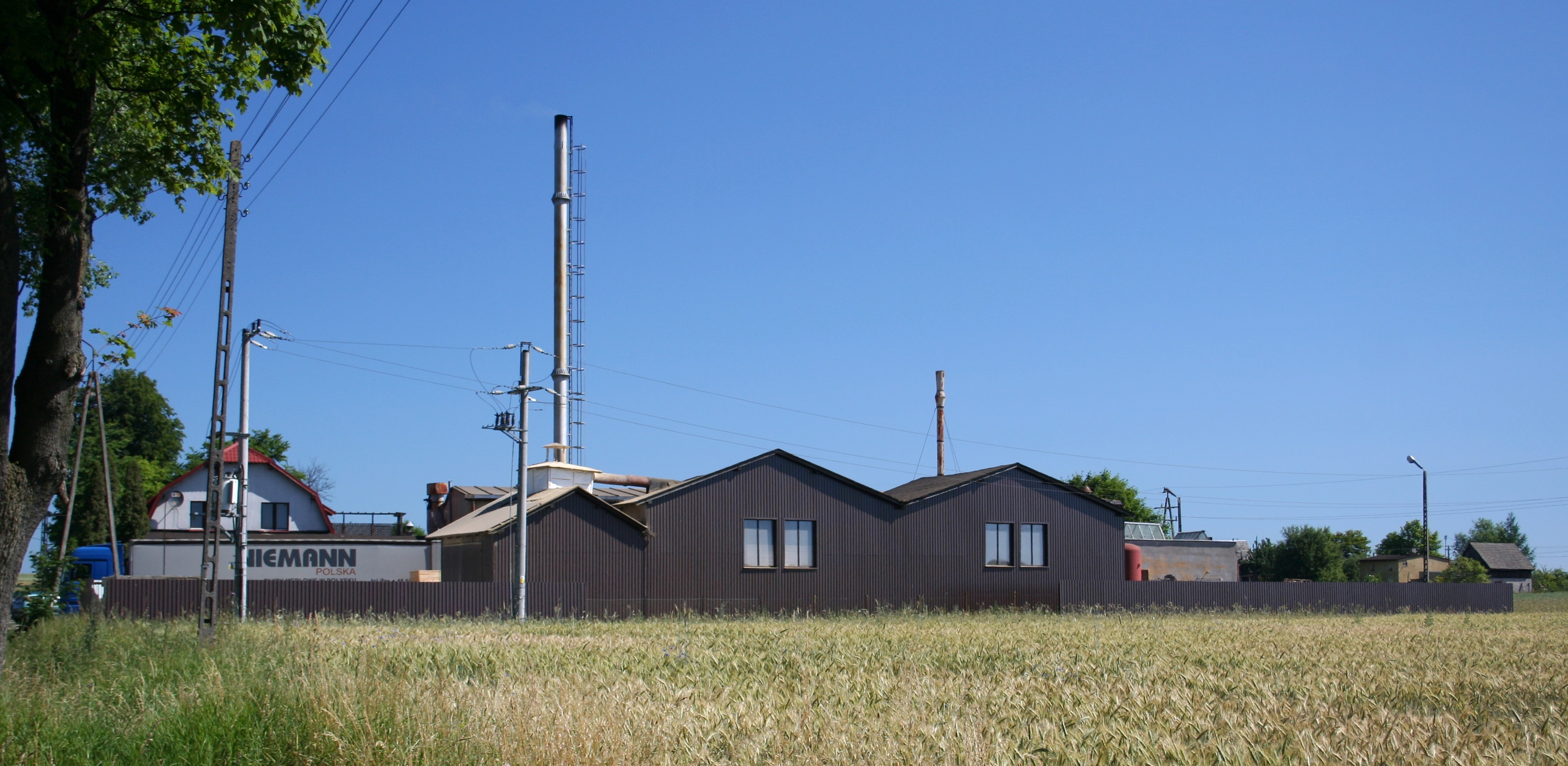
Zakłady stolarskie w Łubnej

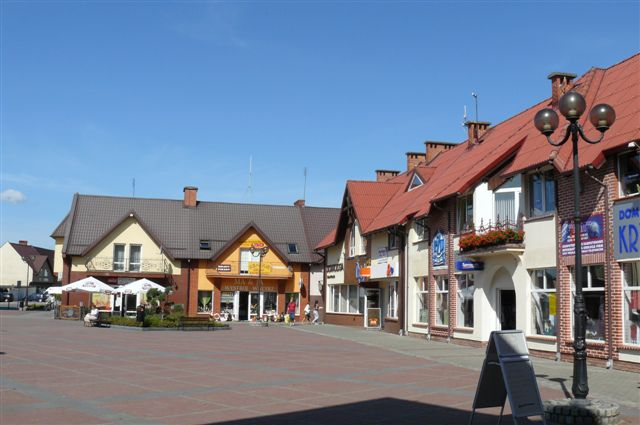
Pasaż handlowy na ulicy Rynkowej w Czersku

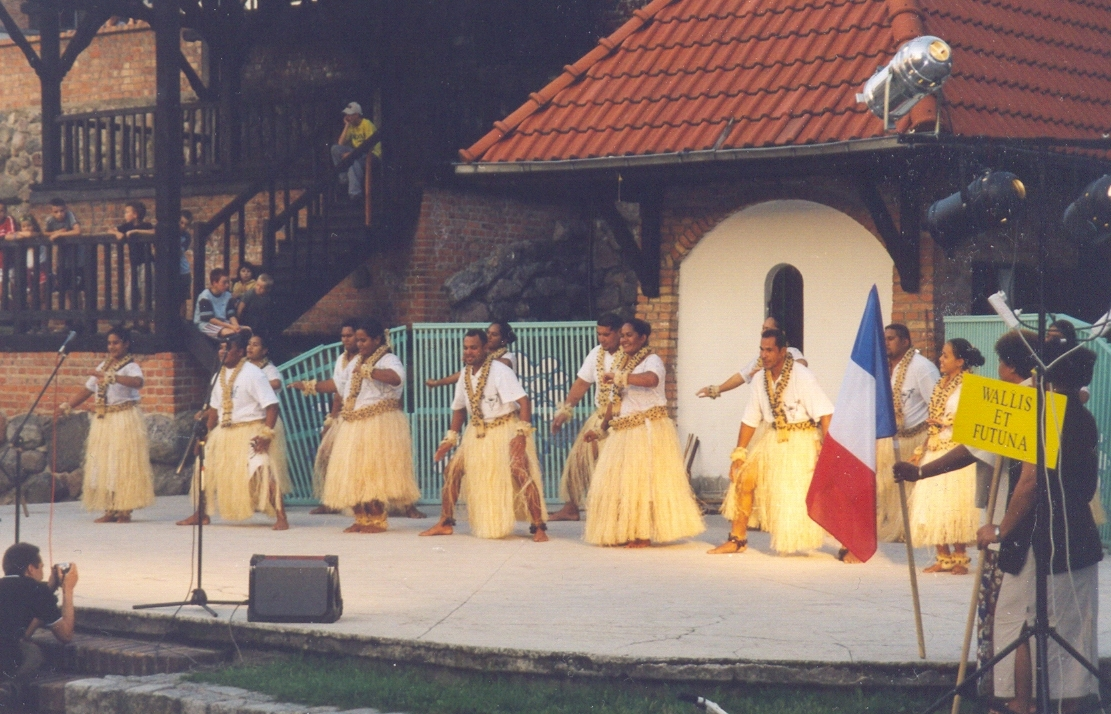
Występ podczas 11. Międzynarodowego Festiwalu Folkloru „Dni Kultury Kaszubskiej”

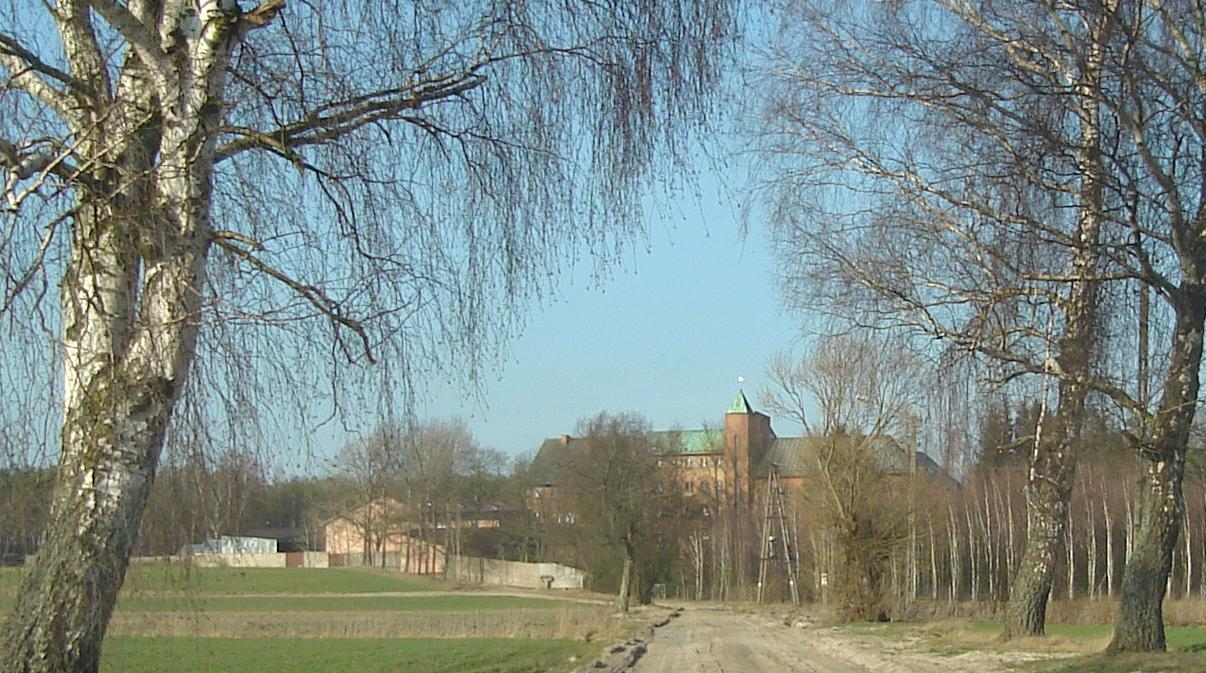
Klasztor w Orliku

W końcu września 2019 liczba zarejestrowanych bezrobotnych w powiecie obejmowała ok. 2,9 tys. mieszkańców, co stanowi stopę bezrobocia na poziomie 7,8% do aktywnych zawodowo. 

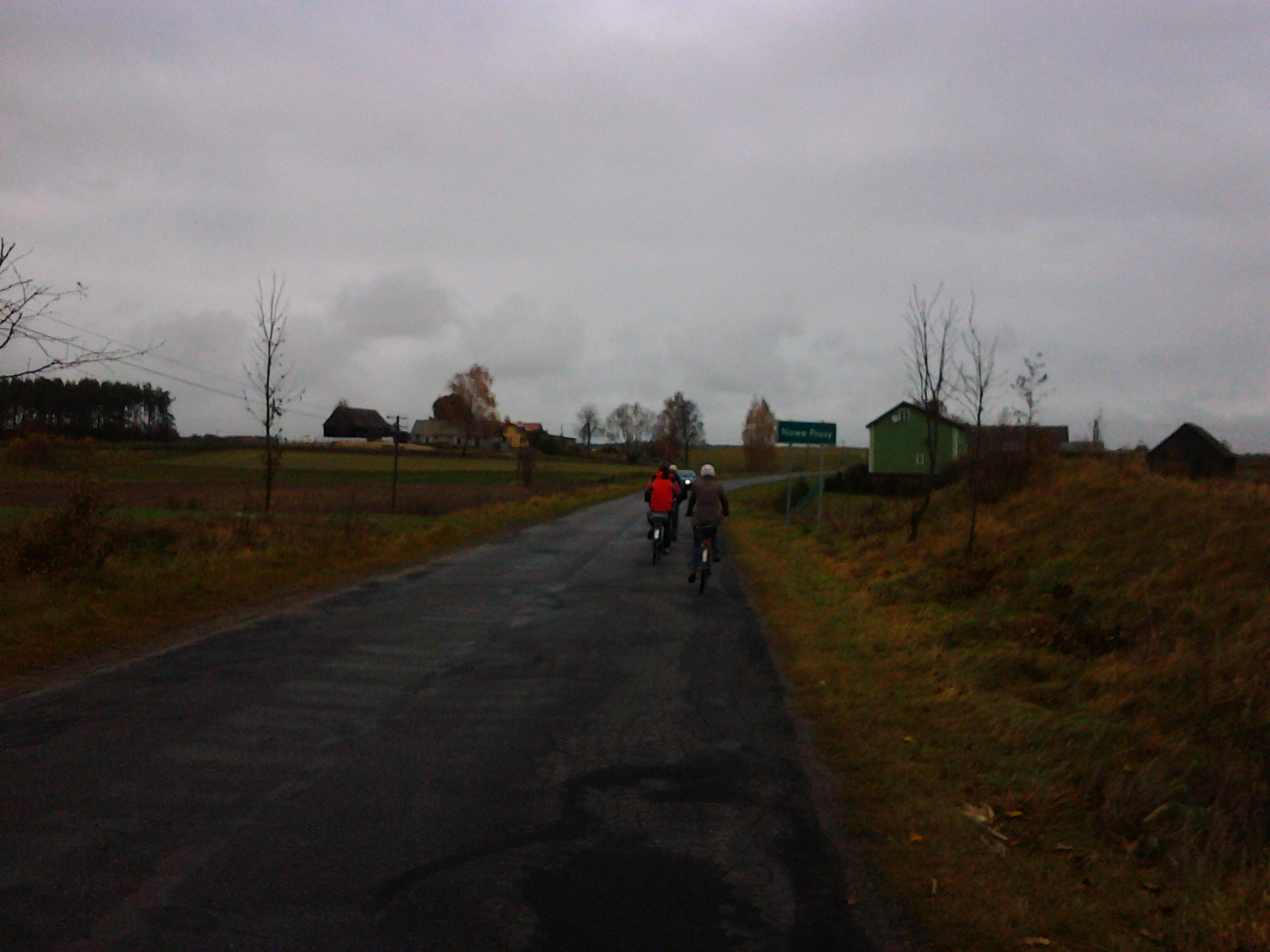
Pola uprawne w Nowych Prusach

### Rolnictwo, rybactwo i leśnictwo
Najlepsze warunki dla rolnictwa są w południowej części powiatu. Dominuje tam produkcja roślinna. Na północy ze względu na gorsze gleby ważniejsza jest produkcja zwierzęca. Na obszarze powiatu występują znaczne różnice w strukturze rolnictwa. W gminie Chojnice dominują gospodarstwa duże, z kolei w pozostałych gminach – rozdrobnione.
Ze względu na dużą liczbę cieków oraz jezior na terenie powiatu rozwinięte jest rybactwo, zarówno w stawach hodowlanych, jak i w warunkach naturalnych. Dobre warunki do łowienia ryb powodują rozwój turystyki.
Niska jakość gleb w północnej części powiatu powoduje, że znaczna ich część jest zalesiona. Obszar powiatu ma lesistość na poziomie około 50%, jednakże znaczna część jest pod ochroną, co uniemożliwia uzyskiwanie drewna z tej części obszaru.

### Przemysł i budownictwo
Największym ośrodkiem przemysłowym w powiecie jest miasto Chojnice. Poza tym przemysł rozwinął się również w pozostałych miastach powiatu, a także na wsiach. W latach 60. XX wieku na terenie gmin wiejskich zaczął rozwijać się przemysł. Planowano urbanizację wsi gminnych i odejście od rolnictwa jako głównego źródła utrzymania ludności.
Główne gałęzie przemysłu na terenie powiatu to przemysł drzewny, rolno-spożywczy oraz metalowy i maszynowy.

### Usługi
Usługi dominują w liczbie zarejestrowanych podmiotów gospodarczych na terenie powiatu. Jednakże są to głównie małe przedsiębiorstwa, zajmujące się handlem lub obsługujące ruch turystyczny. Większość z nich zarejestrowana jest w Chojnicach.

#### Turystyka
Powiat chojnicki znajduje się w regionie chojnickim pomorskiego PTTK. Większość szlaków pieszych została utworzona w czasach, kiedy obszar ten znajdował się w województwie bydgoskim, stąd są one bardziej związane z obszarami znajdującymi się na południe od powiatu. Długość szlaków pieszych regionu wynosi około 300 km. 5 z nich to szlaki długie, mające 40–60 km. Jednakże znaczna część to szlaki krótkie i łącznikowe. Powiat posiada rozbudowaną, liczącą około 200 km sieć szlaków rowerowych, które powstały w ramach projektu „Budowa tras rowerowych i infrastruktury turystycznej w powiecie chojnickim w ramach programu Kaszubska Marszruta”, współfinansowanego jest z Europejskiego Funduszu Rozwoju Regionalnego w ramach Regionalnego Programu Operacyjnego dla Województwa Pomorskiego na lata 2007–2013.
Najbardziej atrakcyjną pod względem turystycznym miejscowością w powiecie są Chojnice, w których znajduje się najwięcej obiektów będących potencjalnym celem turystyki kulturowej. W pozostałych miejscowościach, mimo że w mniejszej liczbie, występują również cenne obiekty zarówno sakralne (kościoły w Brusach, Czersku, Konarzynach i Leśnie oraz klasztor w Orliku), jak i techniczne (Kamienne Kręgi w Odrach, Brda i Kanał Brdy oraz inne budowle hydrotechniczne). W powiecie chojnickim znajdują się miejsca upamiętniające bitwy stoczone na tym terenie (Chojnice 1454, 1657, 1939 oraz Krojanty 1939, a także Dolina Śmierci, miejsce egzekucji nazistowskich w latach 1939–1945). Na terenie powiatu organizowane są festiwale o charakterze regionalnym, związane głównie z etnologią i historią ziemi chojnickiej.
Oprócz turystyki kulturowej duże znaczenie ma turystyka przyrodnicza, związana głównie z terenami leśnymi mezoregionu Bory Tucholskie.
Na terenie powiatu działa jeden hotel o standardzie trzygwiazdkowym, dwa o standardzie dwugwiazdkowym oraz trzy o standardzie jednogwiazdkowym. Oprócz tego mieszczą się tu schroniska przyszkolne, a także kwatery agroturystyczne. Większość miejsc noclegowych znajduje się w Chojnicach.

## Demografia
Liczba ludności (dane z 30 czerwca 2013):
|        | Ogółem | Ogółem | Kobiety | Kobiety | Mężczyźni | Mężczyźni |
| osób   | %      | osób   | %       | osób    | %         |           |
| ------ | ------ | ------ | ------- | ------- | --------- | --------- |
| Ogółem | 96 085 | 100    | 48 676  | 50,66   | 47 409    | 49,34     |
| Miasto | 55 246 | 57,50  | 28 533  | 29,70   | 26 713    | 27,80     |
| Wieś   | 40 839 | 42,50  | 20 143  | 20,96   | 20 696    | 21,54     |

▶Wieś vs ▶miasto
Ogółem (▶k, ▶m)
Miasto (▶k, ▶m)
Wieś (▶k, ▶m)

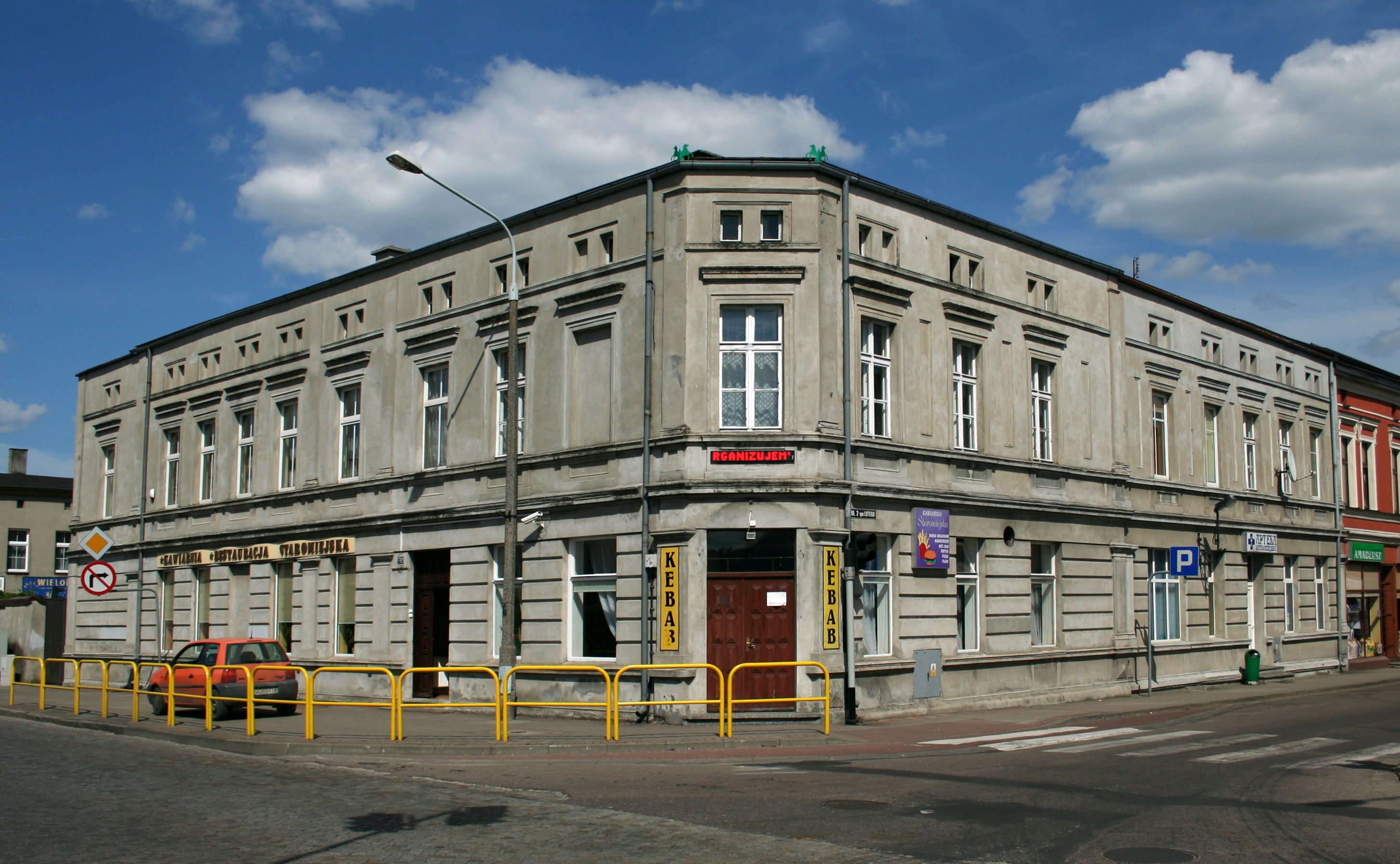
Kamienica w centrum Brus

- Piramida wieku mieszkańców powiatu chojnickiego w 2014[38]:

### Ludność w latach
|      | \| Lata \| Ludność[2] \| \| ---- \| ---------- \| \| 1999 \| 89 246 \| \| 2000 \| 89 780 \| \| 2001 \| 89 923 \| \| 2002 \| 90 236 \| \| 2003 \| 90 635 \| \| 2004 \| 90 972 \| \| 2005 \| 91 410 \| \| 2006 \| 91 825 \| \| 2007 \| 92 174 \| \| 2008 \| 92 934 \| \| 2009 \| 93 411 \| \| 2010 \| 93 847 \| \| 2011 \| 95 941 \| \| 2012 \| 95 994 \| \| 2024 \| 95 759 \| |
| Lata | Ludność |
| 1999 | 89 246 |
| 2000 | 89 780 |
| 2001 | 89 923 |
| 2002 | 90 236 |
| 2003 | 90 635 |
| 2004 | 90 972 |
| 2005 | 91 410 |
| 2006 | 91 825 |
| 2007 | 92 174 |
| 2008 | 92 934 |
| 2009 | 93 411 |
| 2010 | 93 847 |
| 2011 | 95 941 |
| 2012 | 95 994 |
| 2024 | 95 759 |

### Urbanizacja
W miastach mieszka 57,5% mieszkańców powiatu. Jest to mniej niż w województwie pomorskim oraz w Polsce. W Chojnicach widoczna jest suburbanizacja, która w pozostałych miastach praktycznie nie występuje.

## Transport

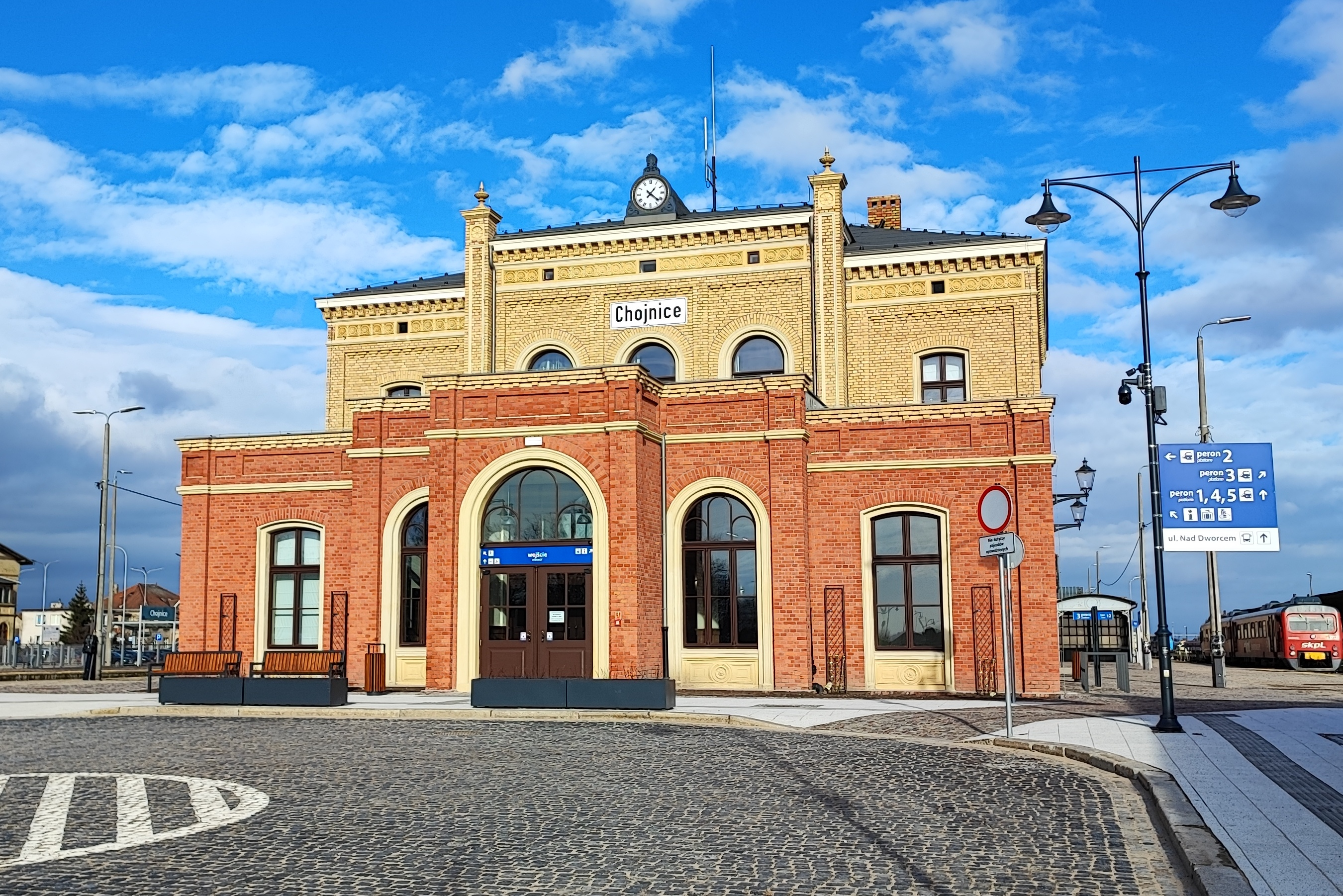
Stacja kolejowa w Chojnicach

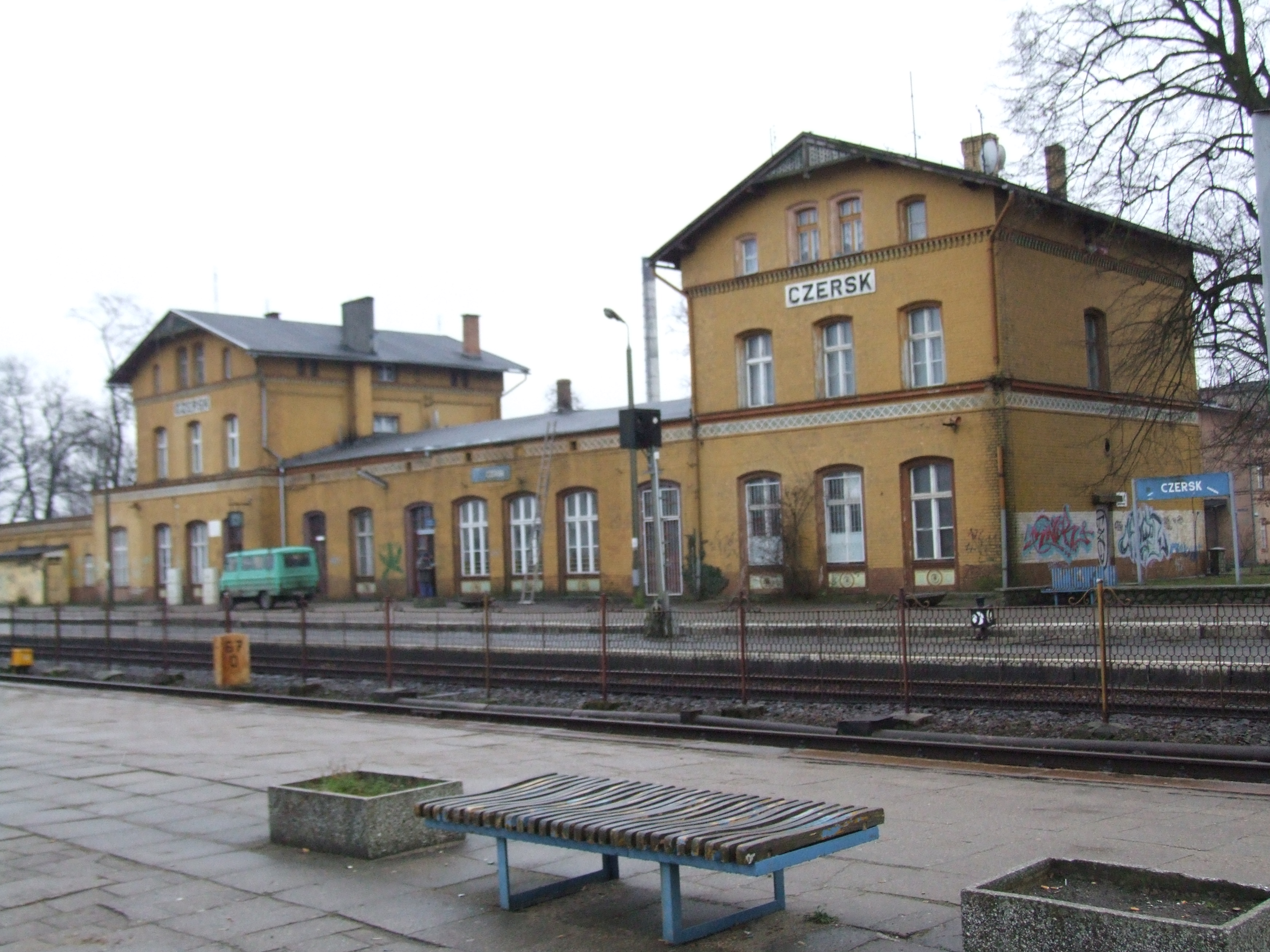
Stacja kolejowa w Czersku

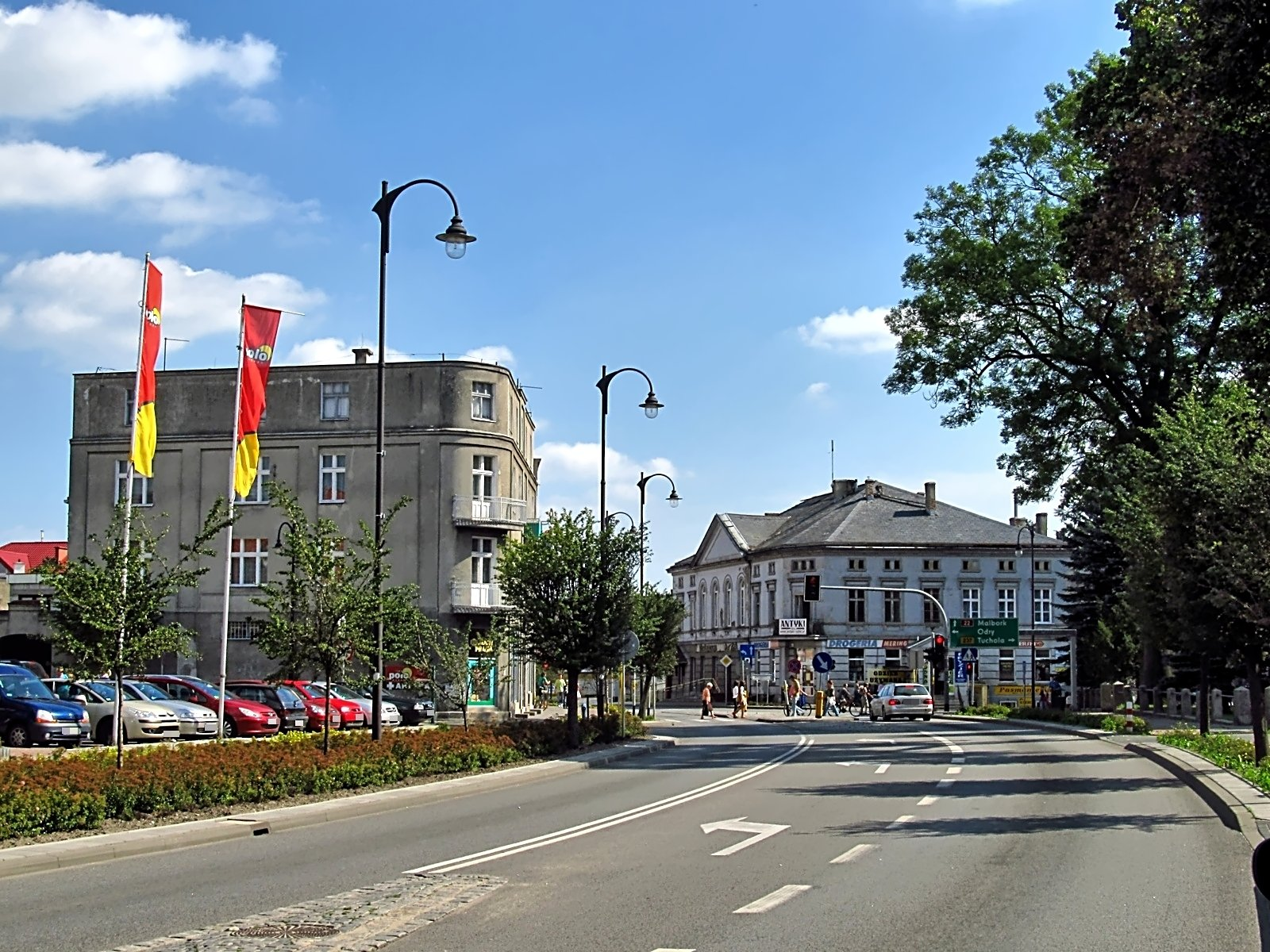
Skrzyżowanie drogi krajowej nr 22 z drogą wojewódzką nr 237

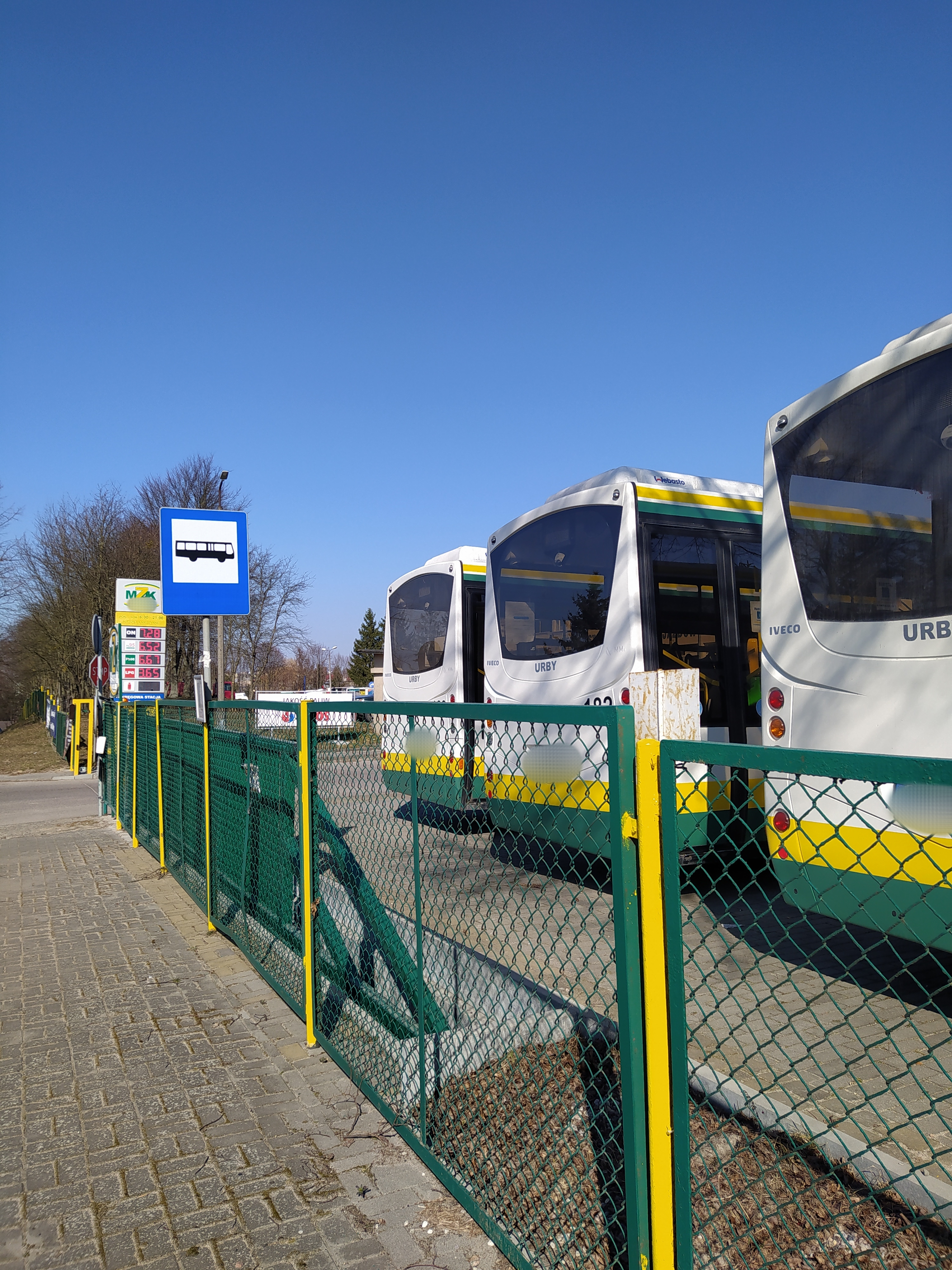
Autobusy MZK Chojnice na zajezdni

### Transport kolejowy
Na terenie powiatu znajdują się 2 węzły kolejowe: Chojnice oraz Czersk. W Chojnicach łączą się ze sobą linie: 203, 208, 210, 211 oraz Linia kolejowa nr 281. W Czersku krzyżują się linie 203 i 215. Przez powiat przechodzi również linia kolejowa nr 201, która krzyżuje się bez węzła w okolicach Łęga.
Kolej dotarła do Chojnic w 1871 w ramach Królewskich Kolei Wschodnich, została wtedy zbudowana linia nr 203. Chojnice miały wówczas tylko 3000 mieszkańców. Kolej ta łączyła Berlin z Gdańskiem i Królewcem. W 1877 po zbudowaniu linii z Chojnic do Człuchowa powstał pierwszy węzeł kolejowy na terenie powiatu. W 1883 powstała linia z Chojnic do Tucholi. W 1894 otwarto linię z Nakła nad Notecią do Chojnic. W 1902 Chojnice uzyskały bezpośrednie połączenie z Kościerzyną. W 1906 powstał drugi węzeł kolejowy na terenie powiatu po tym, jak Czersk uzyskał połączenie z Laskowicami Pomorskimi. W okresie międzywojennym powstała magistrala węglowa, której jeden z odcinków znalazł się na terenie powiatu. Dodatkowo w 1928 otwarto ostatni na terenie powiatu odcinek Czersk – Bąk.

### Transport drogowy
Przez powiat przechodzi jedna droga krajowa – 22, która biegnie przez powiat od granicy z powiatem człuchowskim w pobliżu Chojnic do granicy z powiatem starogardzkim w okolicy Czarnej Wody.
Przez powiat przechodzą drogi wojewódzkie nr: 212, 235, 236, 237.
| Klasa drogi       | Długość [km] |
| ----------------- | ------------ |
| Droga krajowa     | 37           |
| Drogi wojewódzkie | 120          |
| Drogi powiatowe   | 316          |
| Drogi gminne      | 176          |

### Komunikacja miejska
Jedynym miastem posiadającym komunikację miejską w powiecie chojnickim są Chojnice. Chojnicka komunikacja miejska powstała 1 lipca 1959, kiedy w ramach Miejskiego Przedsiębiorstwa Gospodarki Komunalnej powstał Miejski Zakład Komunikacji Miejskiej w Chojnicach. Sieć rozwijała się stopniowo o kolejne linie i autobusy. W 1976 chojnicki przewoźnik przeszedł pod Wojewódzkie Przedsiębiorstwo Komunikacyjne w Bydgoszczy. W 1989 WPK się rozpadł i Naczelnik Miasta Chojnice założył Miejskie Przedsiębiorstwo Komunikacyjne w Chojnicach. W latach 90. w wyniku przekształceń MPK zostaje najpierw przekształcone w jednostkę budżetową Miejski Zakład Komunikacji, a następnie Miejski Zakład Komunikacji Spółka z o.o., który oprócz przewozów miejskich i podmiejskich zajął się przewozami turystycznymi. W 2002 został zakupiony pierwszy niskopodłogowy autobus marki DAB. W 2004 przewoźnik uruchomił stację kontroli pojazdów.

## Kultura

### Oświata

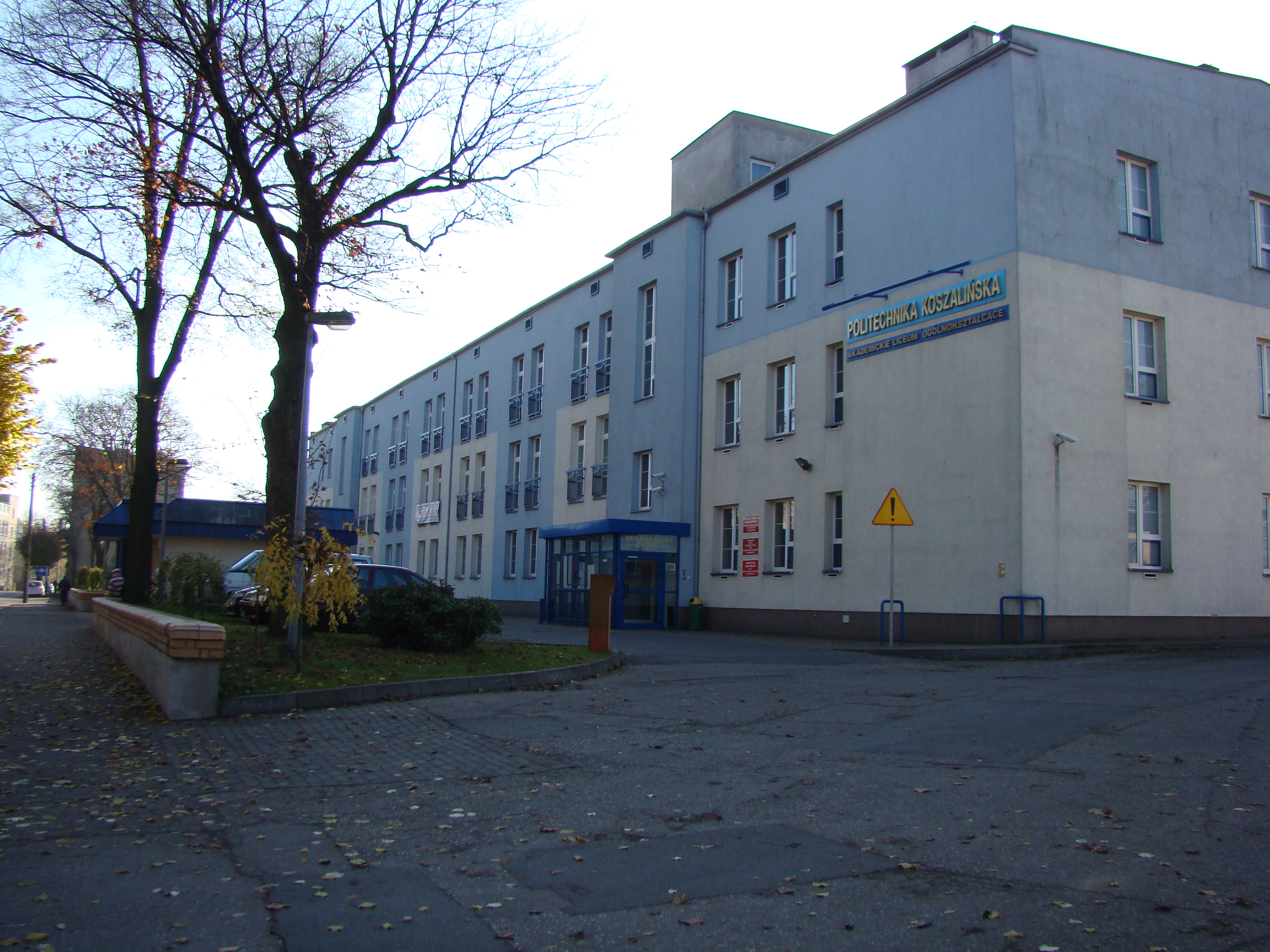
Filia Politechniki Koszalińskiej w Chojnicach

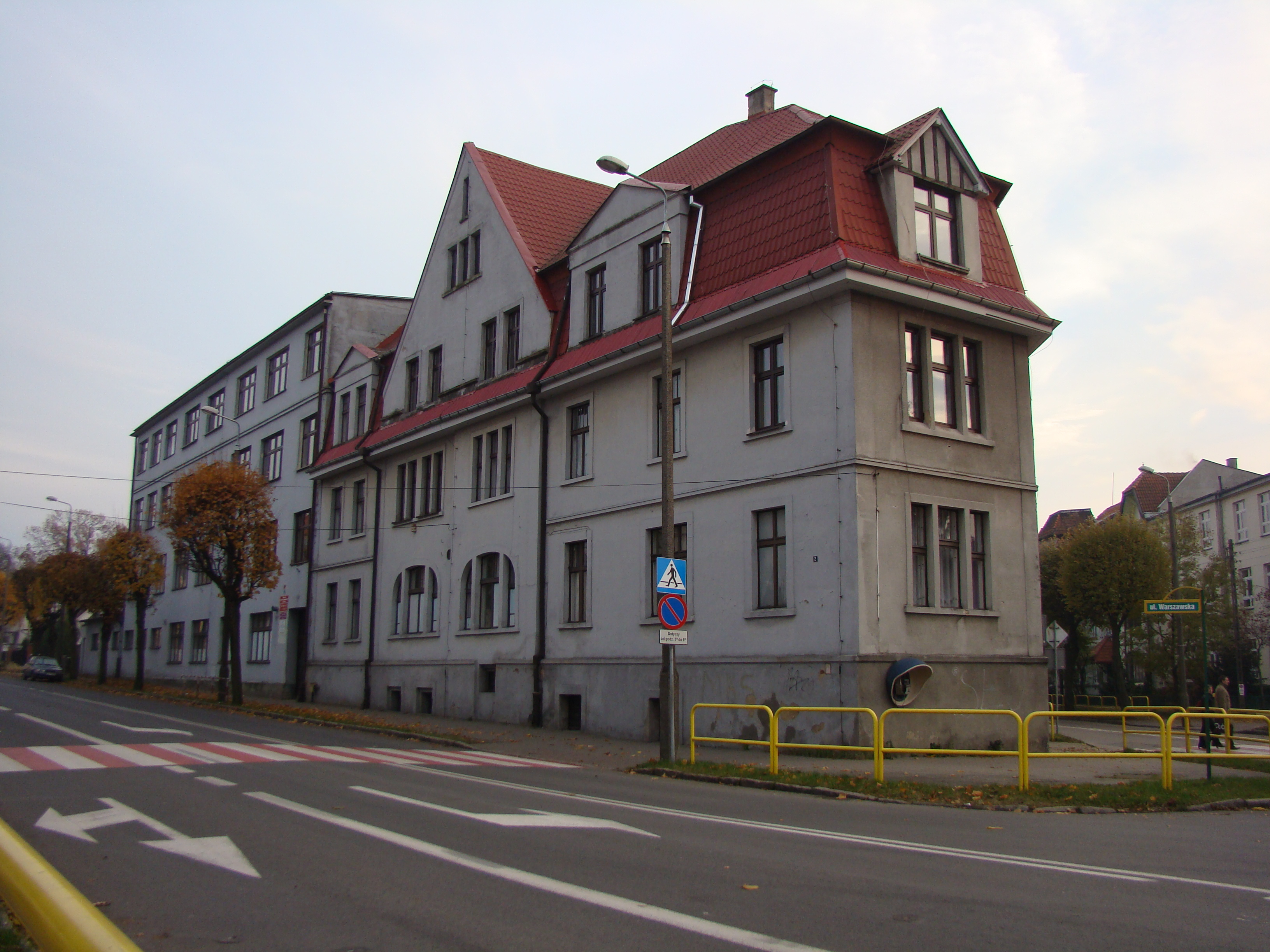
Zespół Szkół Kształcenia Ponadgimnazjalnego w Chojnicach

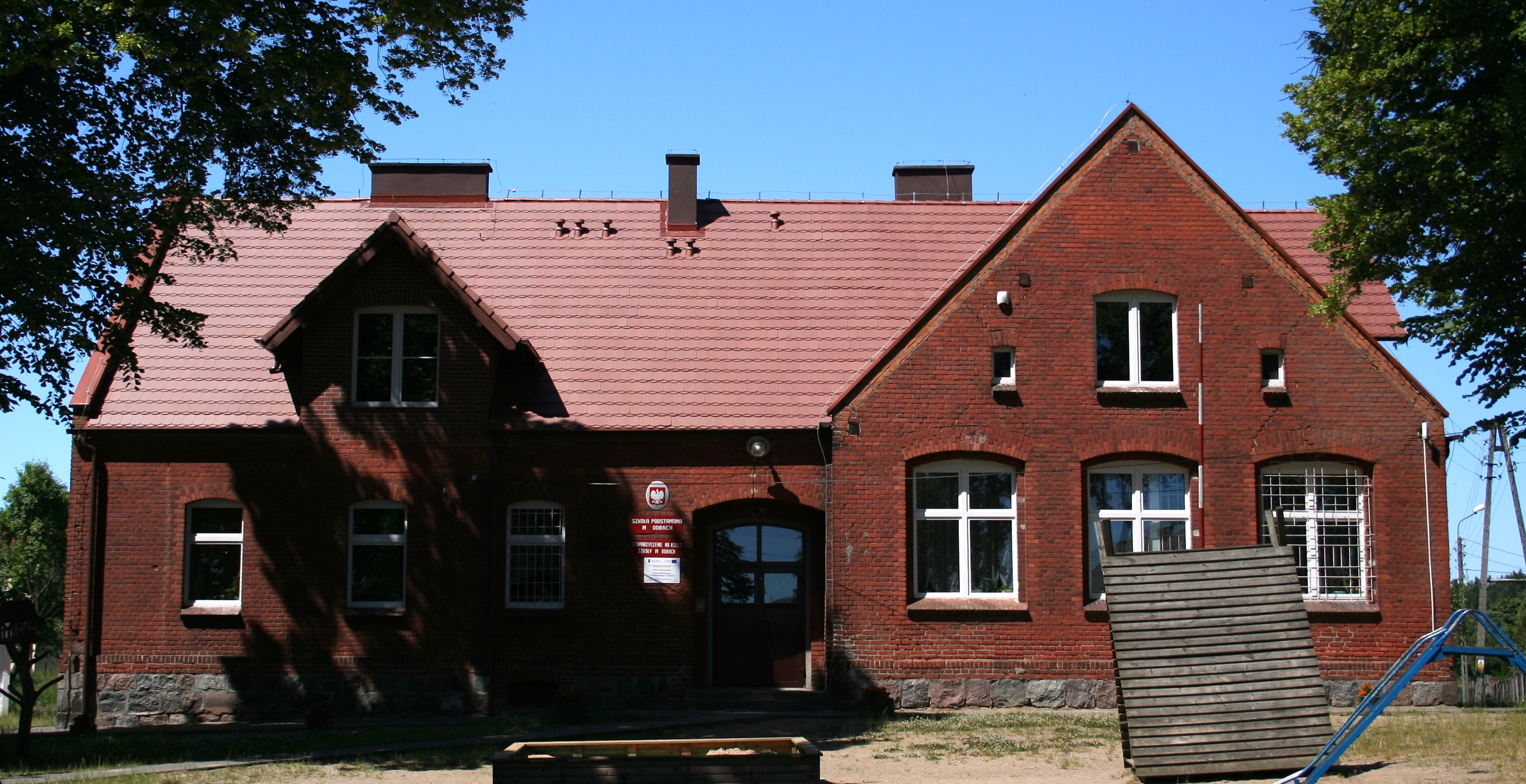
Szkoła Podstawowa w Odrach

#### Uczelnie
Pierwszą uczelnią wyższą działającą na terenie powiatu chojnickiego było założone w 1992 kolegium językowe, przygotowujące do nauczania w szkołach języków niemieckiego i angielskiego. Patronat naukowy nad placówką sprawowały Uniwersytet Gdański oraz Wyższa Szkoła Pedagogiczna w Bydgoszczy. Po zakończeniu kursu nie przeprowadzono jednak dalszych naborów. W 1997 powstał zamiejscowy wydział Politechniki Koszalińskiej, kształcący w systemie zaocznym i wieczorowym na kierunkach ekonomia, marketing i zarządzanie, mechanika i budowa maszyn, technika rolnicza i leśna oraz informatyka. Do 2002 zajęcia odbywały się w budynkach szkół zawodowych i podstawowych.
Na terenie powiatu znajduje się Powszechna Wyższa Szkoła Humanistyczna Pomerania w Chojnicach.

#### Szkoły średnie
Na terenie powiatu znajduje się 10 szkół ponadpodstawowych. Oprócz 7 tego typu podmiotów w Chojnicach, szkoły znajdują się w Brusach, Czersku i Malachinie.

#### Szkoły podstawowe i gimnazja
Na terenie powiatu chojnickiego znajduje się 41 szkół podstawowych i 20 gimnazjów.
| Gmina              | Szkoły podstawowe | Gimnazja |
| ------------------ | ----------------- | -------- |
| Brusy              | 11                | 2        |
| Chojnice (miejska) | 7                 | 7        |
| Chojnice (wiejska) | 10                | 6        |
| Czersk             | 12                | 4        |
| Konarzyny          | 1                 | 1        |

### Sport

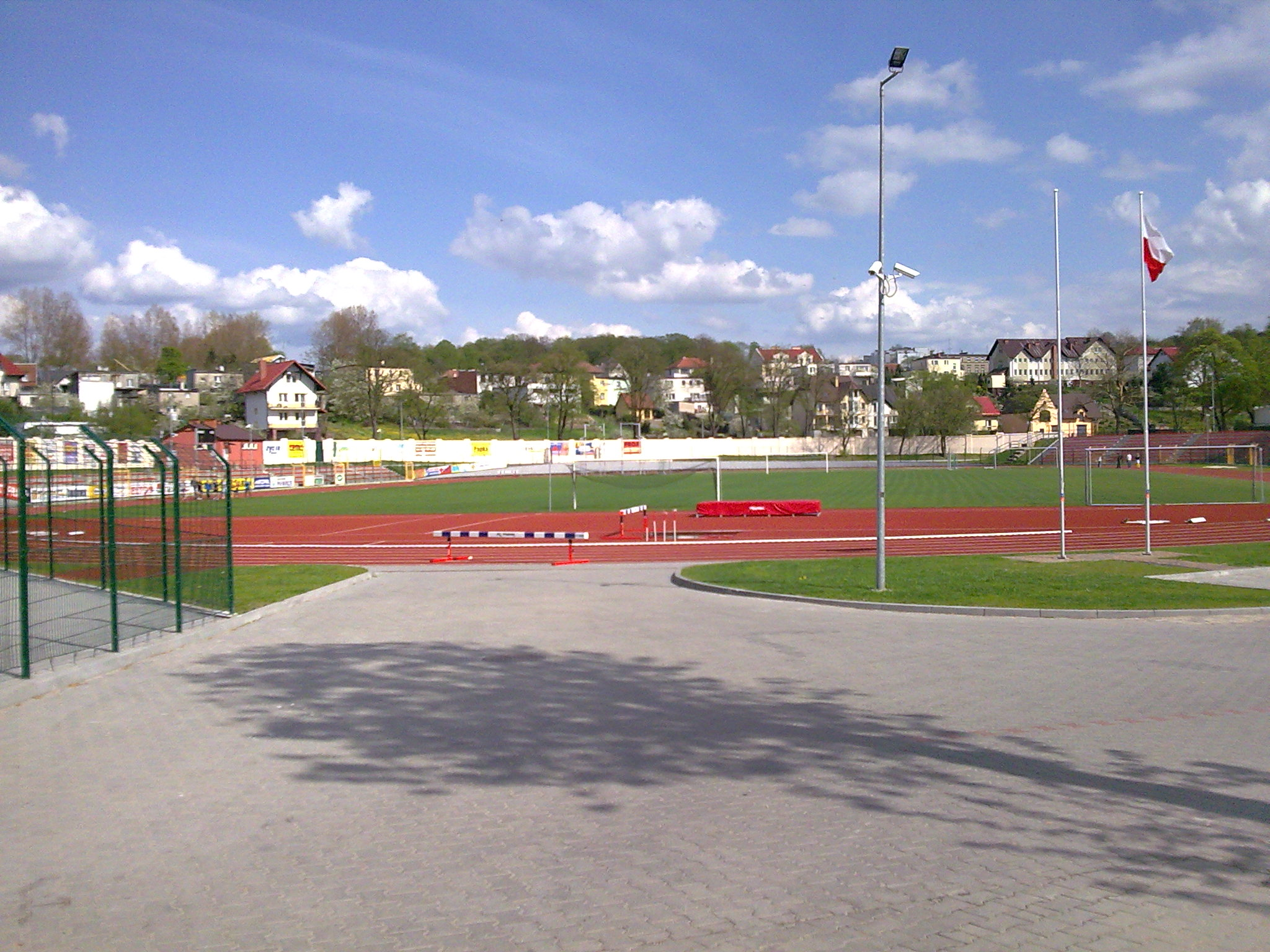
Stadion Miejski w Chojnicach

#### Obiekty sportowe
Większość obiektów sportowych na terenie powiatu znajduje się w Chojnicach. W stolicy powiatu znajduje się stadion piłkarski, hala sportowo-widowiskowa, park wodny. W Charzykowach znajduje się marina oraz plaża.
Największym obiektem sportowym w powiecie jest Stadion Miejski w Chojnicach, pojemność trybun wynosi 3500 miejsc. Na stadionie odbył się sparing reprezentacji NRD z Chojniczanką Chojnice. Oprócz boiska piłkarskiego stadion jest wyposażony w kompletną infrastrukturę do uprawiania lekkoatletyki.
W Chojnicach znajduje się także hala widowiskowo-sportowa Centrum Park Chojnice, w której w 2006 odbył się finał Pucharu Polski w futsalu, a w 2007 mecz towarzyski Polska – Białoruś.

#### Futsal
Na terenie powiatu działa występujący w Ekstraklasie klub Red Devils Chojnice, który w 2013 zdobył Wicemistrzostwo Polski. Wcześniej w Chojnicach działał także klub Holiday Chojnice, który zdobył Wicemistrzostwo Polski oraz Puchar Polski.
W Chojnicach funkcjonują także drużyny Red Devils Ladies Chojnice, która przez dwa sezony występowała w I lidze oraz Red Devils II Chojnice, która występowała w rozgrywkach II ligi.
Corocznie rozgrywana jest Chojnicka Liga Halowa, która ma na celu wyłonienie mistrza Chojnic w futsalu.

#### Piłka nożna
Na terenie powiatu działa siedemnaście klubów piłkarskich, grających w rozgrywkach ligowych organizowanych przez PZPN i Pomorski ZPN. Najbardziej utytułowanym z nich jest Chojniczanka Chojnice, która jest jedynym klubem, który grał w rozgrywkach centralnych. Największym sukcesem piłkarzy z Chojnic jest trzecie miejsce w I lidze (drugi poziom rozgrywek) w sezonie 2017/2018.
W klasie okręgowej Gdańsk grają: Borowiak Czersk, Chojniczanka II Chojnice, Tęcza Brusy. W Klasie A grają: Brda Rytel, Kolejarz Chojnice, Sparta Konarzyny, Jantar Pawłowo. W klasie B grają: Agra Ostrowite, Nowi Nowa Cerkiew, Unia Presto Stal Klawkowo, Grom Leśno, Temis Brda Wielkie Chełmy, Olimpia Czersk, Meteor Silno, Perła Czyczkowy, Orkan Huta, Zieloni Łąg.

#### Rugby
22 maja 2003 powstał klub Tur Chojnice, występujący w rozgrywkach rugby 7. Od 2006 klub występuje w Ekstralidze Rugby 7.

### Zabytki

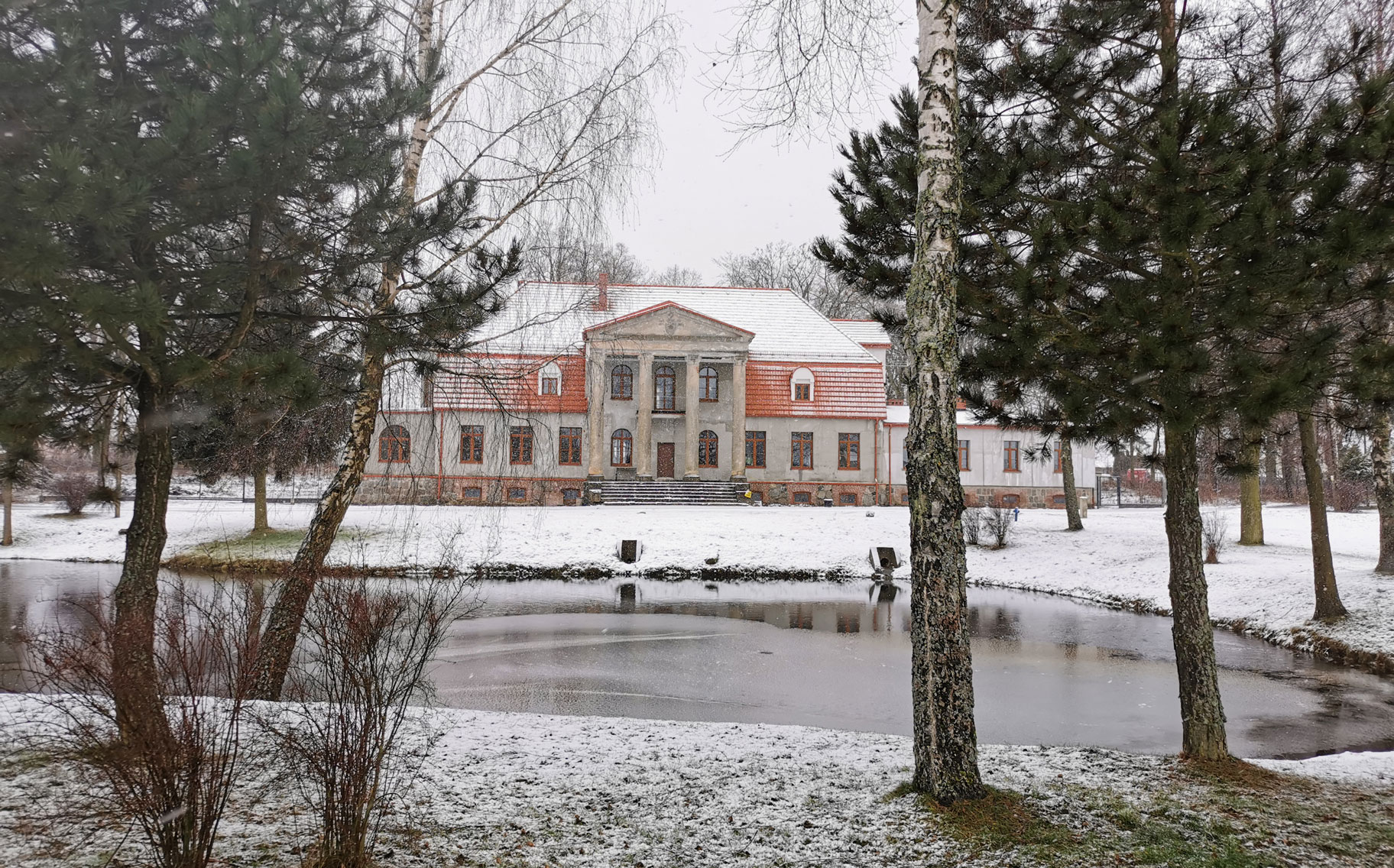
Pałac w Zbeninach

Na liście Narodowego Instytutu Dziedzictwa znajdują się 54 obiekty z terenu powiatu.
W Wojewódzkiej Ewidencji Zabytków znajduje się ponad 808 obiektów położonych na terenie powiatu. Najwięcej obiektów zabytkowych znajduje się w gminie Chojnice – 294 pozycji, najmniej w gminie Konarzyny – 41.

## Religia

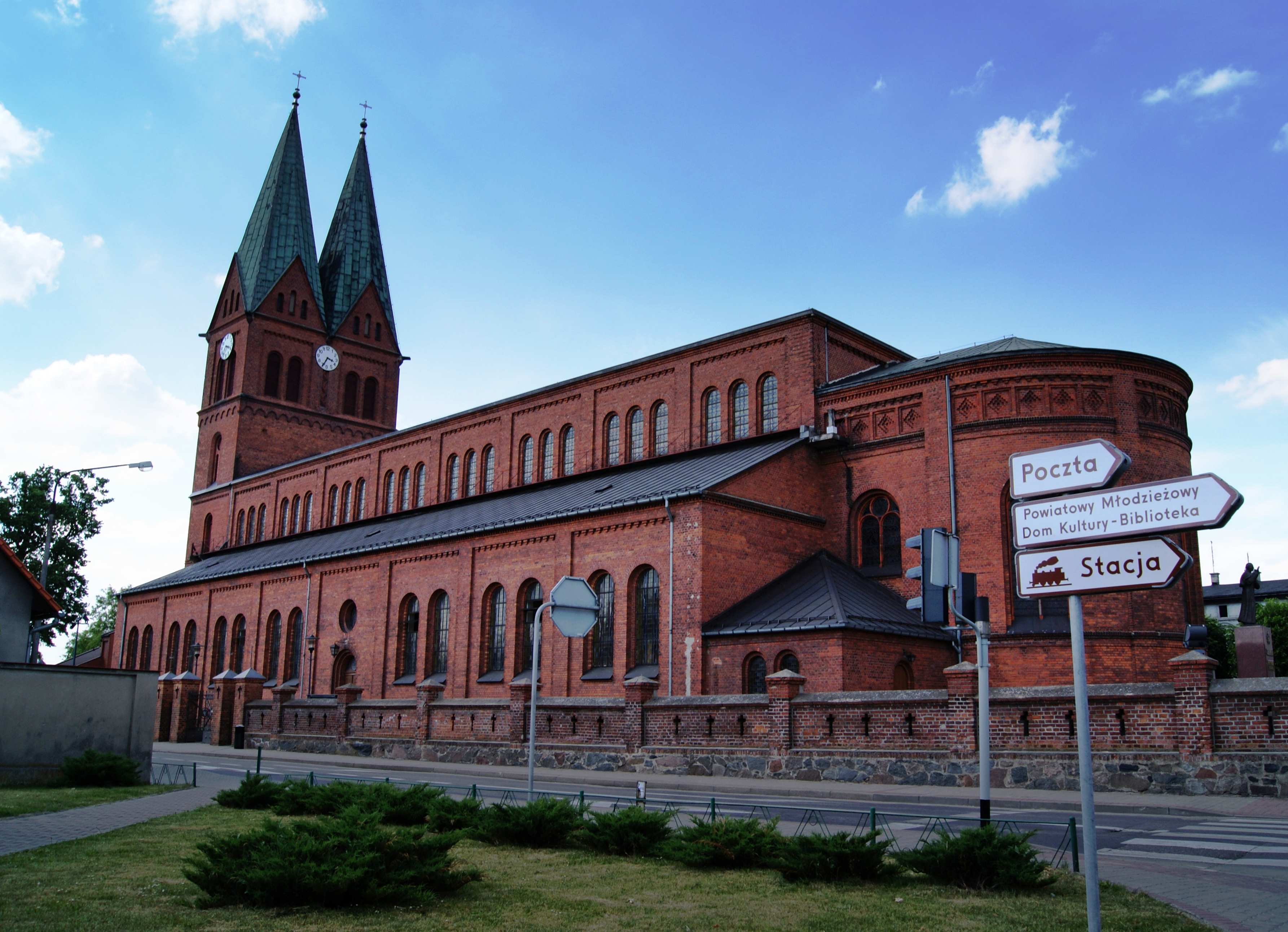
Kościół Wszystkich Świętych w Brusach

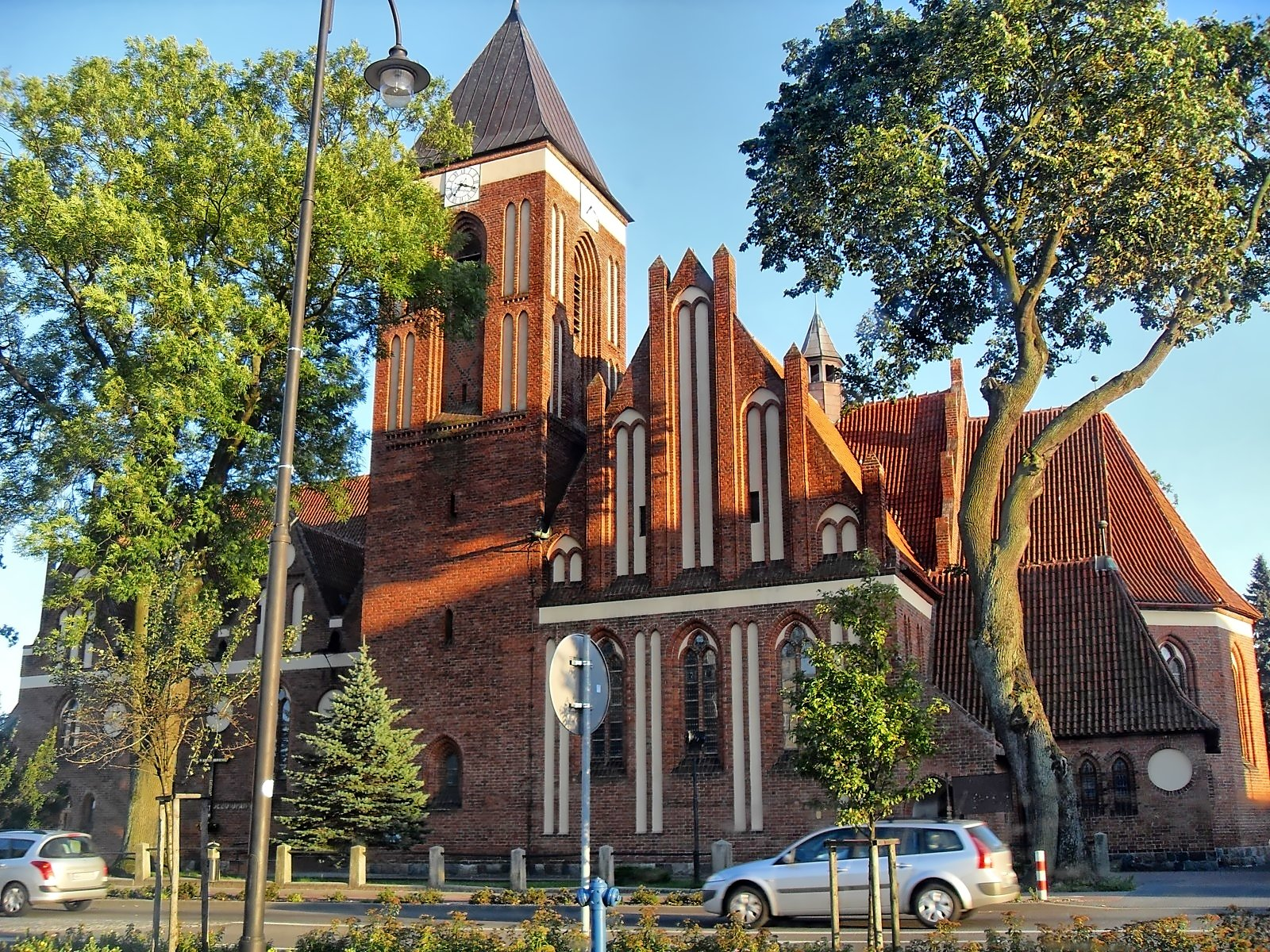
Kościół św. Marii Magdaleny w Czersku

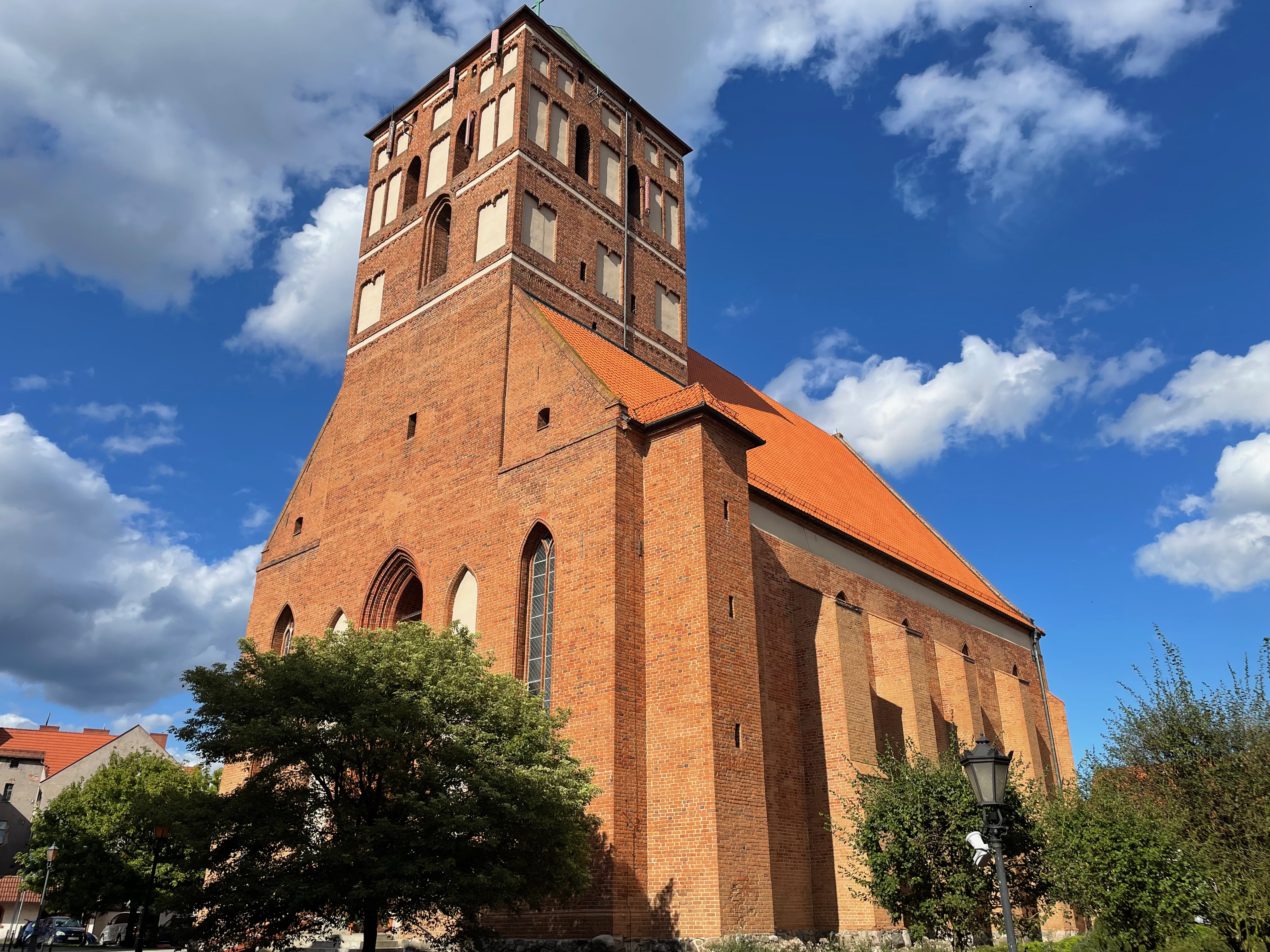
Bazylika Mniejsza pod wezwaniem Ścięcia Świętego Jana Chrzciciela – chojnicka fara

### Chrześcijaństwo

#### Katolicyzm
Parafia chojnicka należy do najstarszych na Pomorzu. Według podań została założona w 1205 przez Sambora I. Najstarsza wzmianka historyczna pochodzi z 1360 w dokumencie lokacji miasta. Z tego okresu pochodzi również najstarsza część chojnickiej fary. W 1555 świątynia ta została przejęta przez luteranów. Okoliczne wsie pozostały jednak katolickie. W 1616 katolicy odzyskali tę świątynię. W celu umocnienia wiary katolickiej po odzyskaniu fary ówczesny proboszcz sprowadził do Chojnic zakonników. W 1620 u proboszcza zamieszkało dwóch jezuitów z Nowych Szkotów (obecnie część Gdańska). W 1630 arcybiskup zatwierdził powstanie klasztoru jezuickiego w Chojnicach. Zakonnicy zajmowali się między innymi prowadzeniem szkoły katolickiej.
Po 1920 odsetek katolików w mieście i powiecie zaczął szybko wzrastać. W 1921 już ponad 92% mieszkańców powiatu była wyznania rzymskokatolickiego. W 1937 ten udział wyniósł 96,7%.
W latach 70. i 80. XX wieku na skutek rozwoju Chojnic zaczęły powstawać w mieście nowe parafie.
Na terenie powiatu znajdują siedziby dekanatów:
- Dekanat Brusy
- Dekanat Chojnice
- Dekanat Czersk
- Dekanat Rytel

Oprócz tego na terenie powiatu znajdują się parafie należące do Dekanatu Borzyszkowy.

#### Protestantyzm
Protestantyzm w Chojnicach rozwinął się krótko po rozpoczęciu reformacji i rozłamie Kościoła zachodniego. Pod koniec lat 40. XIV wieku na skutek wyjazdów młodzieży na studia do Lipska, a także działalności kaznodziejów, Kościół ten zyskał wielu wyznawców w mieście, w tym burmistrza. Początkowo miejscowi katolicy z proboszczem fary na czele utrudniali życie protestantom, lecz już w 1555 chojnicka fara została przejęta przez protestantów. Wkrótce po tym luteranie mimo protestów katolików przejmowali kolejne świątynie. Problem współżycia katolików i protestantów w mieście stał się jedną z najważniejszych spraw polityki wewnętrznej miasta. Często dochodziło do agresji, głównie ze strony luteranów. W 1821 ewangelicy stanowili 70% mieszkańców Chojnic. Odsetek ten jednak malał. Główną przyczyną tego stanu było szybsze przybywanie ludności katolickiej oraz żydów. W 1900 protestanci stanowili połowę mieszkańców miasta. W 1905 było ich mniej niż katolików, którzy w 1910 stanowili większość mieszkańców miasta.
W maju 1945 w oficjalnych statystykach w powiecie nie było protestantów. Majątek parafii został przejęty przez parafie katolickie oraz gminy. Chojnicki cmentarz położony w centrum miasta został przekształcony w park miejski.
W Chojnicach znajdują się po jednym zborze wyznawców:
- adwentyzmu[77],
- baptyzmu[78],
- pentekostalizmu[79].

#### Restoracjonizm
Działalność Świadków Jehowy w powiecie chojnickim rozpoczęła się przed 1939. W latach 20. XX wieku działała tam m.in. rodzina Borysów, która została wyznawcami w 1923, oraz niejaki Bruski. Wówczas jednak wyznawcy zostali przyjęci bardzo niechętnie przez miejscową ludność. Ich publikacje były publicznie palone, natomiast prasa lokalna nazywała ich przechrztami lub szkodliwą sektą. W tym samym czasie także chojnicka prokuratura oskarżyła mieszkającego tam pioniera o nazwisku Śmieszko o dopuszczenie się „bluźnierstwa” za pomocą druków. Rozprawa sądowa w tej sprawie odbyła się w 1933. Jej przebieg obserwowało mnóstwo ludzi. W charakterze biegłego ze strony Kościoła katolickiego powołany był ksiądz Janke, posiadający doktorat z filozofii wykładowca religii w gimnazjum w Chojnicach. Ze strony Towarzystwa Strażnica wystąpił Wilhelm Scheider. W wyniku dyskusji na temat szeregu podstawowych zagadnień doktrynalnych ksiądz „Janke uznał się za całkowicie pokonanego”. W czasie II wojny światowej za przekonania religijne wielu wyznawców zostało wywiezionych do obozów koncentracyjnych, m.in. Edmund Bruski z Chojnic i Feliks Borys. W 1989 Świadkowie Jehowy w Polsce odzyskali osobowość prawną. Na terenie powiatu chojnickiego posiadają oni 3 zbory (Chojnice-Wschód, Chojnice-Zachód (w tym grupa rosyjskojęzyczna), Czersk (w tym grupa j. migowego)).

### Judaizm
Żydzi zamieszkiwali Chojnice i Czersk od XVIII wieku. Wówczas stworzyli gminę, która w XIX wieku znacznie się rozwinęła. W 1809 powstała pierwsza synagoga w Chojnicach. W 1869 powstała nowa synagoga. W 1885 żydzi stanowili około 9% mieszkańców stolicy powiatu chojnickiego, w tym samym roku w Czersku mieszkało 229 wyznawców judaizmu. W 1900 na skutek zamieszek antyżydowskich chojnicka synagoga spłonęła. Na początku XX wieku Czersk zamieszkiwało kilku żydów. W 1920 po ustaleniu granic na Pomorzu, żydzi ponownie byli prześladowani przez miejscową ludność, gdyż byli mocno związani z kulturą niemiecką. W tym samym roku w Czersku mieszkał tylko jeden żyd. W 1927 powstała zbiorcza gmina żydowska, która zasięgiem obejmowała dawne gminy chojnicką, czerską oraz tucholską. W 1931 w gminie żydowskiej Chojnice było 65 żydów, z czego 58 mieszkało w Chojnicach. Na terenie powiatu chojnickiego nie działało żadne stowarzyszenie żydowskie, gdyż żydzi zaliczając siebie do kultury niemieckiej działali w stowarzyszeniach niemieckich. W przededniu II wojny światowej chojniccy żydzi uciekli w głąb Polski. Po wkroczeniu armii niemieckiej zburzono synagogi oraz inne obiekty związane z żydami zamieszkującymi powiat.

## Administracja i polityka

### Władze lokalne

#### Starostowie
Lista za:
1. Stanisław Sikorski – 1 lutego 1920 – 31 marca 1923
2. Wawrzyniec Jankowski (tymczasowy kierownik starostwa) – 1 kwietnia 1923 do 27 czerwca 1923
3. Jan Popiel – 28 czerwca 1923 – 27 października 1927
4. Seweryn Weiss – 28 października 1927 – 5 lutego 1929
5. Dr Józef Rzóska – 6 czerwca 1929 – 25 marca 1930
6. Dr Józef Zalewski – 26 marca 1930 – 8 sierpnia 1932
7. Jan Mieszkowski – 9 sierpnia 1932 – 13 listopada 1934
8. Tadeusz Lipski – 14 listopada 1934 – sierpień 1939
9. Janusz Palmowski – 1 stycznia 1999 – 2002
10. Marek Buza – 2002 – 2006
11. Stanisław Skaja – od 2006 – 2018
12. Marek Szczepański – od 2018

Rada Powiatu
| Ugrupowanie                     | 2002-2006  | 2006-2010 | 2010-2014 | 2014-2018 | 2018-2023 |
| Samoobrona                      | 1          | 1         | –         | –         | –         |
| Sojusz Lewicy Demokratycznej    | 6 (SLD-UP) | –         | –         | –         | –         |
| Samorząd 2002                   | 4          | –         | –         | –         | –         |
| Samorządni                      | 3          | –         | –         | 5         | –         |
| Wyborcze Forum Samorządowe      | 7          | 5         | –         | –         | –         |
| Prawo i Sprawiedliwość          | –          | 3         | 4         | 5         | 5         |
| Platforma Obywatelska           | –          | 4         | 6         | 4         | –         |
| Arseniusz Finster               | –          | 3         | –         | 2         | –         |
| SIS Samorządni                  | –          | 4         | –         | –         | –         |
| Chrześcijański Ruch Samorządowy | –          | 1         | –         | –         | –         |
| Projekt Samorządność            | –          | –         | 1         | –         | –         |
| Razem dla Powiatu               | –          | –         | 10        | –         | –         |
| Polskie Stronnictwo Ludowe      | –          | –         | –         | 1         | –         |
| Powiatowe Forum Samorządowe     | –          | –         | –         | 4         | 4         |
| Bezpartyjni Samorządowcy        | –          | –         | –         | –         | 1         |
| Koalicja Obywatelska            | –          | –         | –         | –         | 9         |
| Dla Miasta Rady i Powiatu       | –          | –         | –         | –         | 2         |

### Okręgi wyborcze
Mieszkańcy powiatu chojnickiego wybierają przedstawicieli do Parlamentu Europejskiego w okręgu nr 1, przedstawicieli do Sejmu w okręgu nr 26, natomiast do Senatu w Okręgu nr 63. Siedzibą komisji wyborczych do sejmu i senatu jest Gdynia, natomiast do Parlamentu Europejskiego – Gdańsk.